# Südstadt (Görlitz)
Die Südstadt, auch Süd-Stadt, ist ein im Süden des Zentrums gelegener Görlitzer Stadtteil mit etwa 9.200 Einwohnern (Stand 31. Dezember 2023), der im Norden an die Bahnstrecken Węgliniec–Görlitz und Görlitz–Dresden sowie an den Bahnhof, im Süden an den Weinberg, im Osten an den Grenzfluss Neiße und im Westen an die Stadtteile Biesnitz und Rauschwalde grenzt.
Ihr Erscheinungsbild ist geprägt durch die zusammenhängende Gründerzeitbebauung, die auch einen Schluss auf ihre Entstehung Ende des 19. Jahrhunderts zulässt. Sie entstand infolge der Ausdehnung der Stadt in Richtung Süden nach dem Anschluss von Görlitz an das preußische und sächsische Eisenbahnnetz.
Weiterhin bildet der sie umgebende Villengürtel die südliche Grenze der historischen Görlitzer Innenstadtbebauung. Die südlicheren Stadt- bzw. Ortsteile wurden erst zu einem späteren Zeitpunkt zu dem Stadtgebiet eingemeindet, wie zum Beispiel Weinhübel (1949) oder Hagenwerder (1994).

## Sehenswürdigkeiten

### Sakralbauten
Sehenswert sind in der Südstadt unter anderem ihre drei Kirchen, die jeweils einen anderen Baustil repräsentieren: die katholische Kathedrale St. Jakobus, die evangelisch-lutherische Heilig-Geist-Kirche und die evangelische Kreuzkirche. Die Kathedrale St. Jakobus, im Volksmund oft nur Jakobuskirche genannt, ist ein roter Ziegelbau, der sich südlich des Görlitzer Bahnhofs gut sichtbar auf einer Anhöhe über die übrige Bebauung erhebt. Am 6. Juni 1898 fand die Grundsteinlegung für die neue katholische Kirche im neogotischen Stil statt. Knapp ein halbes Jahrhundert später – 1945 wurde die Kirche durch Artilleriebeschuss und Blindgänger im Kirchenschiff beschädigt, u. a. wurden alle Fenster zerstört, der Turm und das Dach beschädigt und 240 Orgelpfeifen zerstört. Seit 1994 ist die Jakobuskirche sowohl Pfarrkirche, als auch Kathedrale und Sitz des Bischofs des am 8. Juli 1994 neuerrichteten Bistums Görlitz und Sitz des Domkapitels. Der Kirchturm mit einer Höhe von 68 m kann auch bestiegen werden und bietet einen guten Blick in Richtung Görlitzer Innen- und Altstadt.
Ihr gegenüber befindet sich zwischen Sattigplatz und Zittauer Straße die kleinere Heilig-Geist-Kirche; sie ist Sitz der evangelisch-lutherischen (altlutherischen) Kirchgemeinde. Die Heilig-Geist-Kirche in Görlitz ist in der Zeit von 1905 bis 1906, im nordisch-neuromanischen Stil und unter Einflüssen des Jugendstils erbaut worden. Grund war der Abbruch der alten Hospitalkirche, gegenüber der Peterskirche am östlichen Ufer der Neiße. Dort hatte die altlutherische Gemeinde seit 1854 ihren Gottesdienst gehalten. In die Heilig-Geist-Kirche wurde die Inneneinrichtung (Orgel, Altar mit Kanzel, Bänke, Glocke, Taufstein) aus der alten Hospitalkirche eingebaut.
Eine evangelische Kirche findet man im Südwesten des Stadtteils – die Kreuzkirche. Sie wurde zwischen 1913 und 1916 in einer Mischung aus Jugendstil, Neoklassizismus und Moderne infolge eines Architekturwettbewerbs vom Dresdner Rudolf Bitzan errichtet. Der Turm der Kreuzkirche bietet von seiner Aussichtsplattform in Höhe von 38 Metern einen herrlichen Rundblick über die Stadt und je nach Wetterlage in die nähere und weitere Umgebung.
Ebenfalls befindet sich der Friedhof der jüdischen Gemeinde im Westen der Südstadt, auf der Biesnitzer Straße in Höhe der Straßenbahnhaltestelle Büchtemannstraße. Auf ihm befindet sich ein Mahnmal für die im KZ-Außenlager Görlitz ermordeten und auf dem Friedhof beigesetzten jüdischen Häftlinge.

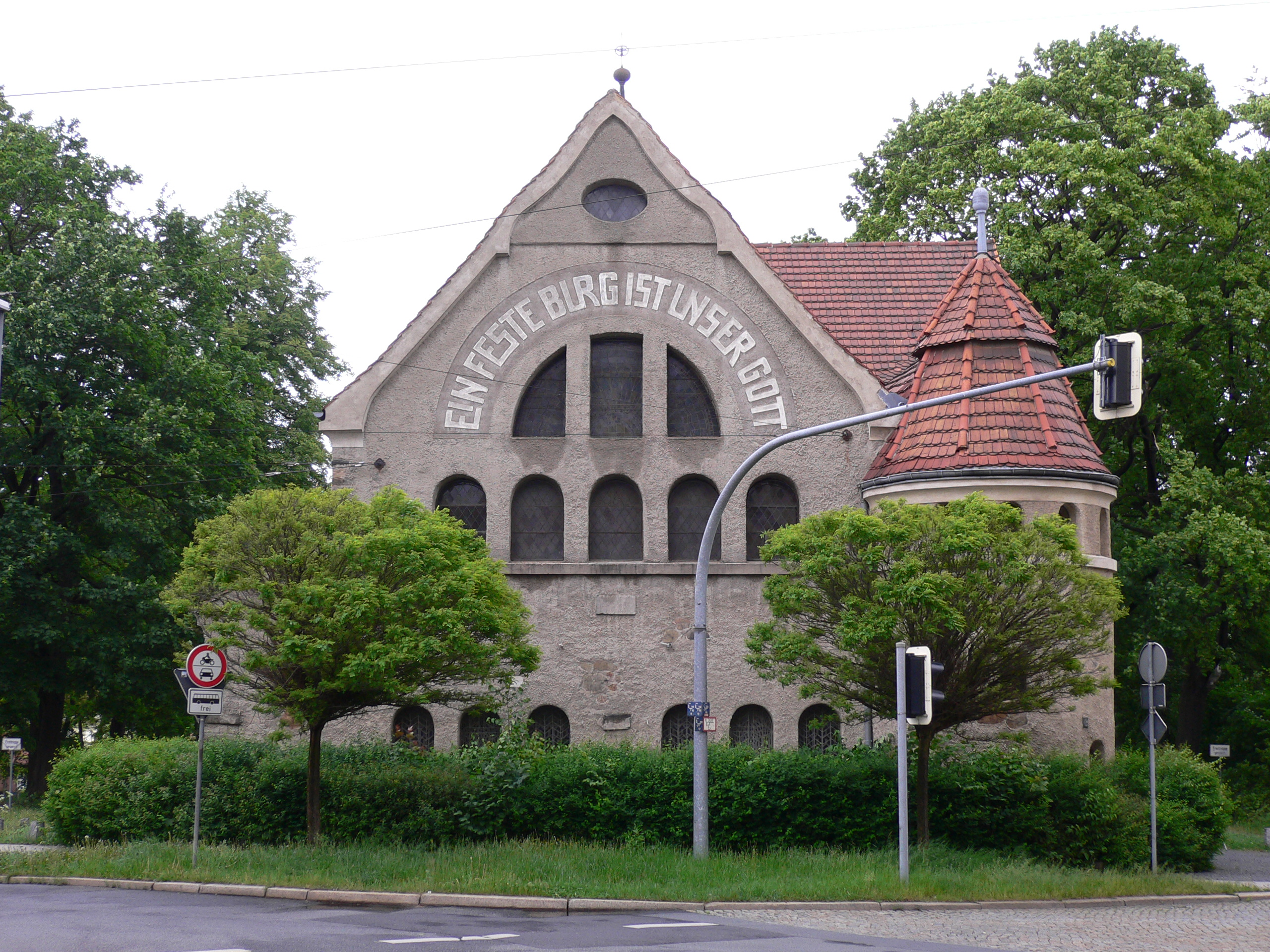
Heilig-Geist-Kirche
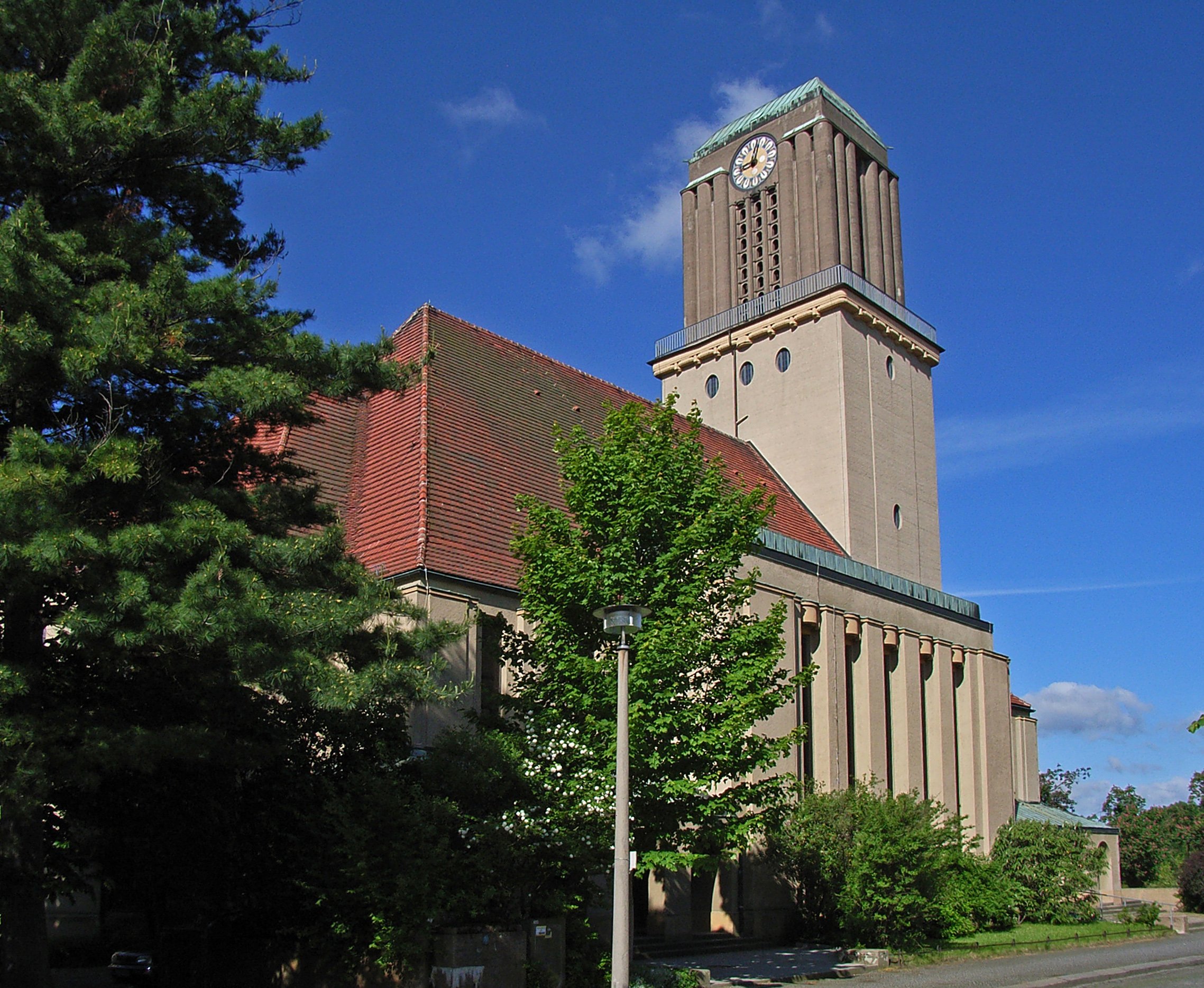
Kreuzkirche
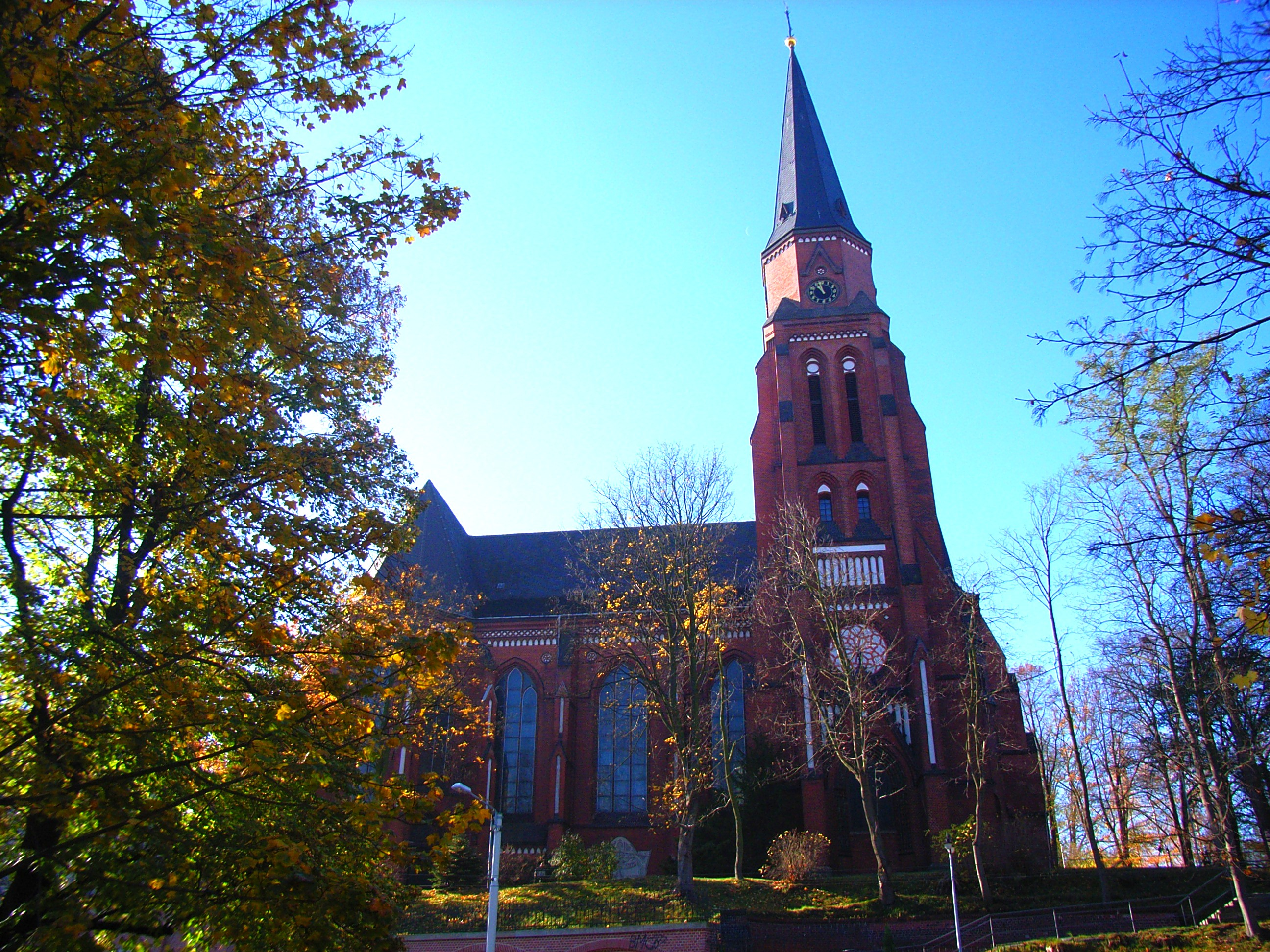
Jakobuskathedrale

### Straßenzüge und Bauten

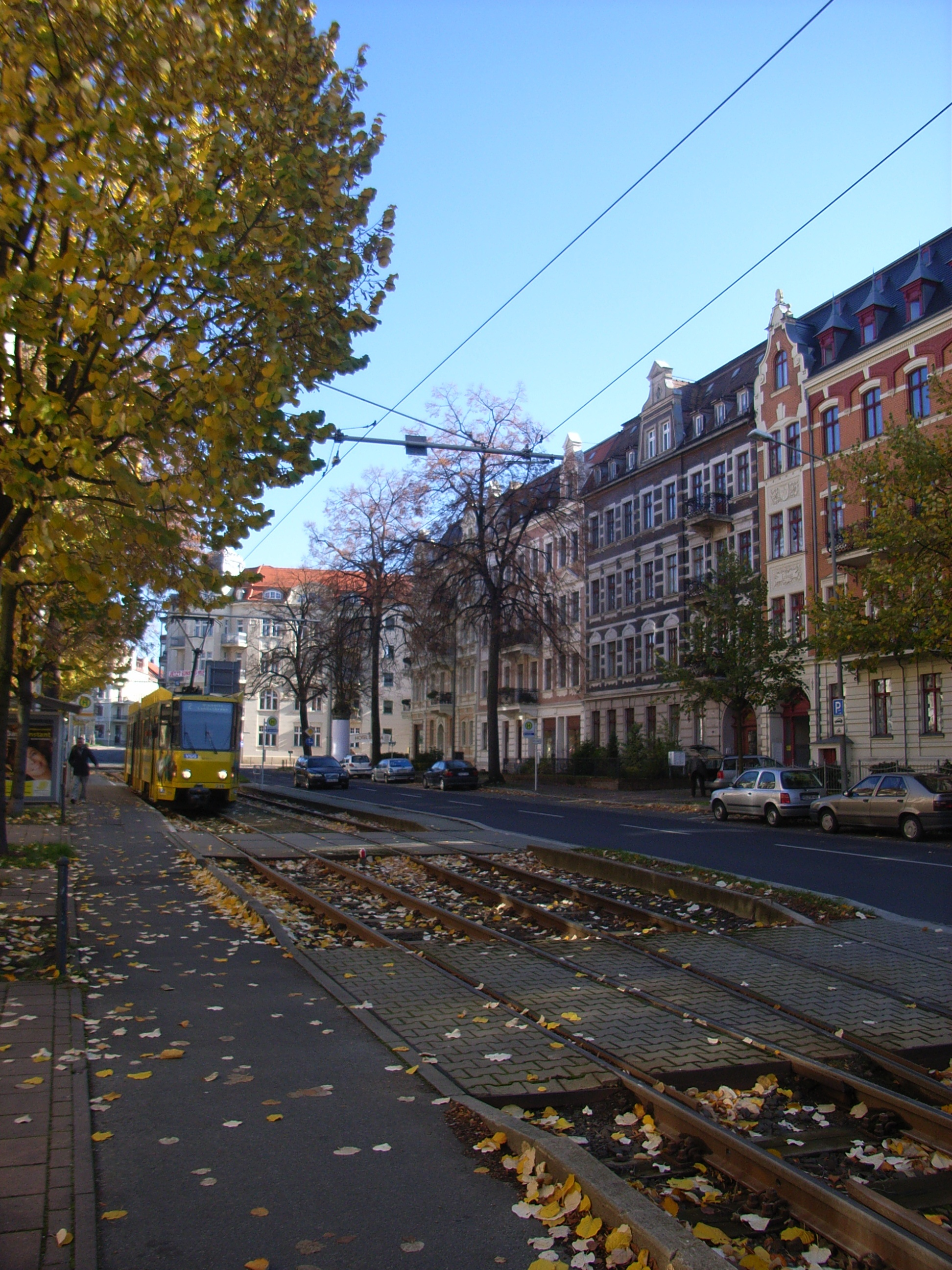
Herbstliche Biesnitzer Straße in Richtung Innenstadt

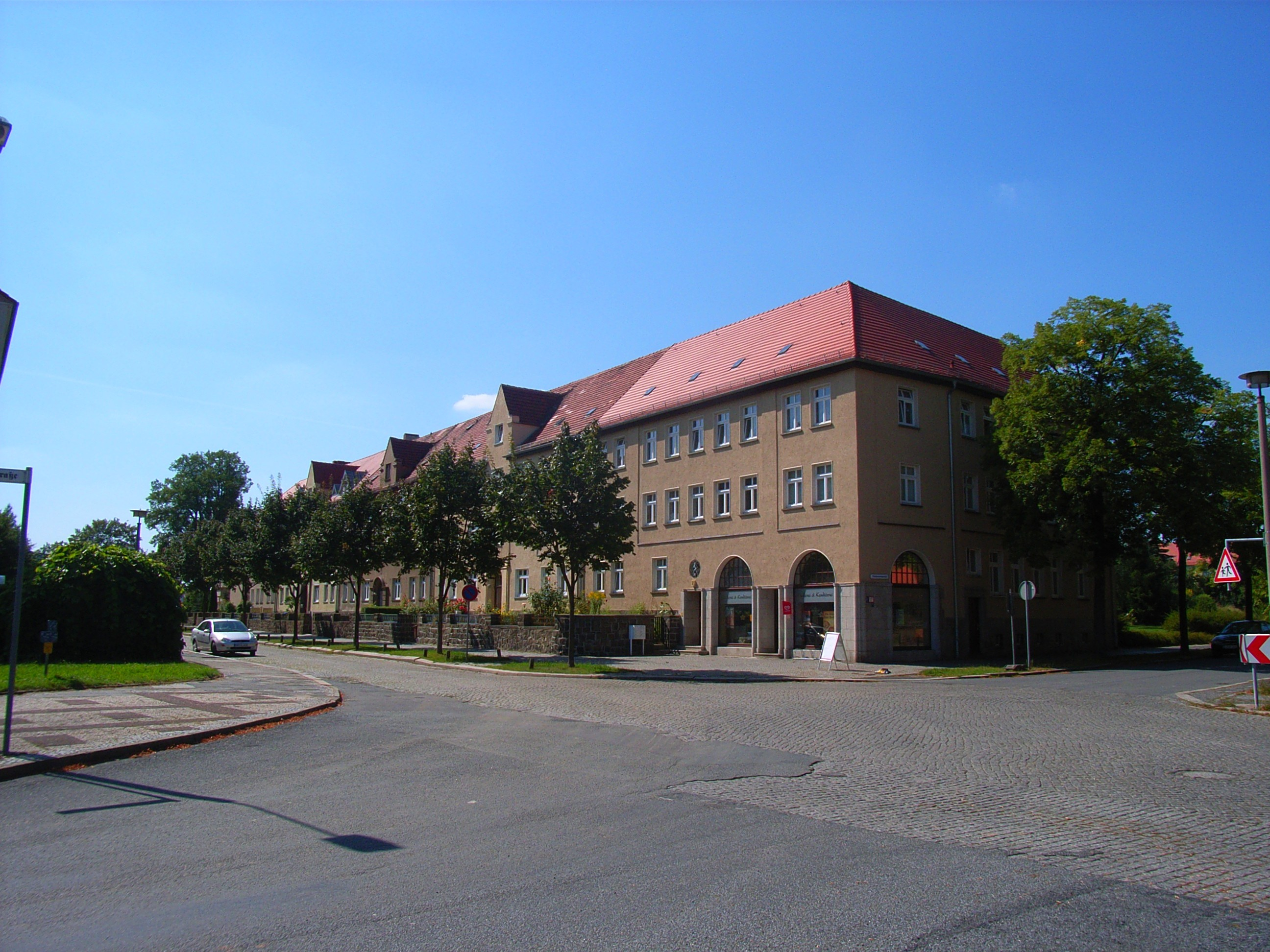
Typische Bebauung im Westen des Stadtteils vom Anfang des 20. Jahrhunderts an der Pestalozzistraße

Auf beiden Straßenseiten der alleenartigen Goethestraße sind zahlreiche Jugendstilvillen zu sehen. Unweit der Goethestraße liegt die Landskronbrauerei auf deren großen Brauereikomplex regelmäßig Konzerte, Ausstellungen und Feste veranstaltet werden. Die meisten Veranstaltungen finden in der sogenannten KULTurSCHMIEDE (oft nur Kulturbrauerei genannt) statt, der Saal fasst bis zu 1300 Gäste und wird auch von Firmen oder zu Abschlussbällen genutzt.
Die Biesnitzer Straße gehört neben der Goethestraße zu einer der bekanntesten Straßen der Südstadt. An der Zittauer Straße, nahe dem Luisenstift beginnt sie, wird durch den Sechsstädteplatz kurz unterbrochen und geht in Höhe der Eiswiese in die Promenadenstraße über. Sie ist ebenfalls an beiden Straßenseiten von Bäumen gesäumt und zwischen Fahrbahn und Fußgänger- bzw. Radweg befinden sich die Gleise der Görlitzer Straßenbahn in Richtung Innenstadt bzw. Landeskrone, dem Görlitzer Hausberg. Durch das Zusammenspiel der zusammenhängenden Gründerzeit- bzw. Jugendstilhäuserzeilen und der hier verkehrenden Straßenbahn wird der Straße ein besonderer Charakter verliehen.
Auf der Biesnitzer Straße, nahe der Kreuzung zur Zittauer Straße, befindet sich das Luisenstift. Das heutige Seniorenheim wurde im Jahre 1848 als klassizistische Villa errichtet. Die Erweiterung 1892 um einen Seitenflügel schuf das heutige Gebäudeensemble, welches schon im gleichen Jahre als Alterssitz für betuchte, alleinstehende Damen diente. Ein Neubau ermöglichte vor einigen Jahren die komplette Sanierung des Altbaus, unter anderem auch des markanten Uhrenturms.

### Neißeviadukt

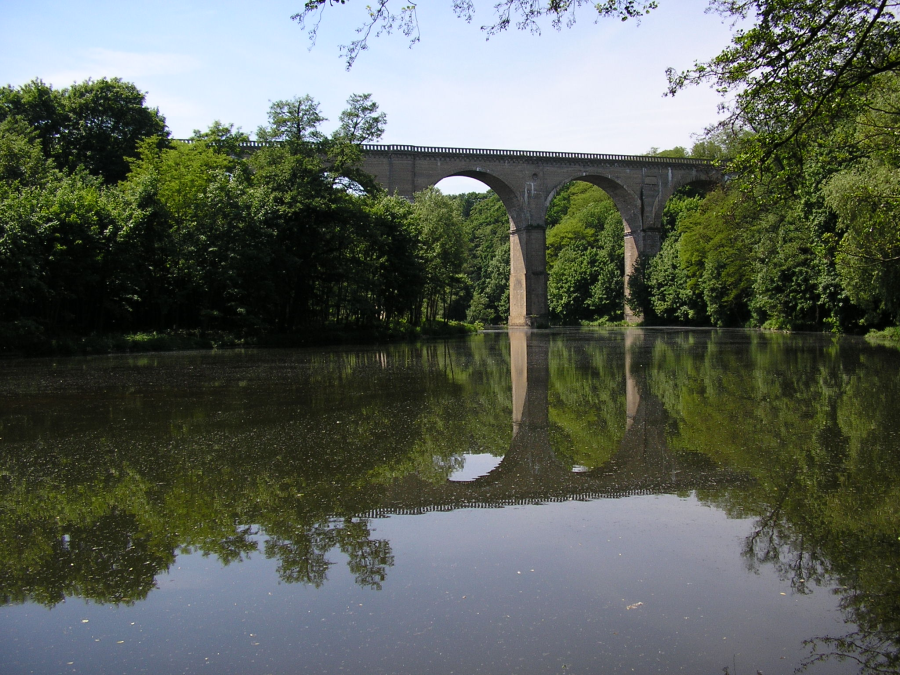
Neißeviadukt

Im Nordosten der Südstadt östlich des Bahnhofs findet man die wohl imposanteste Neißeüberquerung der Stadt, das Neißeviadukt – eine Eisenbahnbrücke im Zuge der Bahnstrecke Węgliniec–Görlitz. Sie wurde geplant und gebaut von Gustav Kießler in den Jahren 1844 bis 1847 infolge der Anbindung von Görlitz an das sächsische bzw. preußische Eisenbahnnetz. Es überspannt in einer Länge von 475 m das 35 m tiefer liegende Neißetal, welches auch gleichzeitig die heutige Staatsgrenze darstellt. In den letzten Kriegstagen 1945 (8. Mai 1945) wurde das Viadukt trotz der schon lange absehbaren Niederlage des Hitlerreiches von Angehörigen der Waffen-SS gesprengt. Die Sowjetunion demontierte infolge ihrer Reparationsforderungen sämtliche Oberleitungen, die vor der Sprengung einen durchgängig elektrifizierten Betrieb der Strecke zwischen Breslau und Görlitz ermöglicht hatten. Erst in den 1950er-Jahren wurden die gesprengten Brückenbögen wieder aufgebaut und ermöglichten wieder den Bahnverkehr zwischen nun zwei verschiedenen Staaten. Die Brücke steht unter der Verwaltung des staatlichen polnischen Eisenbahninfrastrukturunternehmens PKP PLK, das somit auch für eventuelle Reparaturen verantwortlich ist. Im Jahre 2007 musste der Rad- und Wanderweg entlang der Neiße, der auch unter dem Viadukt hindurchführt im Winter gesperrt werden. Es bestand die Gefahr, dass durch Frost Steine aus dem Mauerwerk gesprengt werden könnten.
Im Jahr 2013 wurde der Viadukt von polnischer Seite umfassend saniert und die Gleisanlagen erneuert.

## Erholung & Freizeit

### Oldtimer-Parkeisenbahn

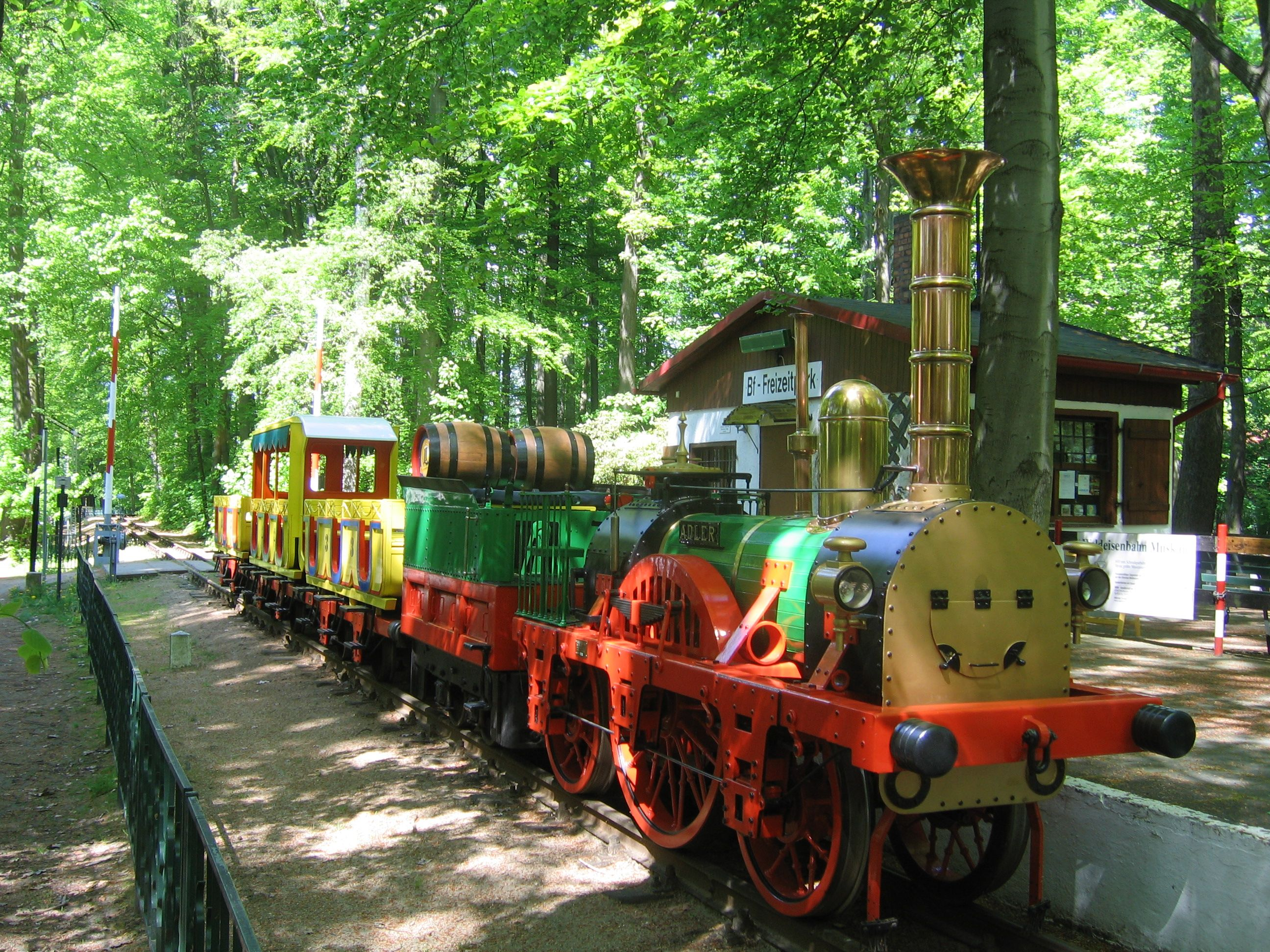
Parkeisenbahn

Ein beliebtes Ausflugsziel für Familien ist die Görlitzer Oldtimer-Parkeisenbahn, nicht weit entfernt von der Görlitzer Brauerei und dem Weinberghaus mit dem wieder begehbaren Aussichtsturm. Die Parkeisenbahn ist eine Nachbildung der ersten in Deutschland eingesetzten Dampflok – dem Adler, die zwischen Nürnberg und Fürth verkehrte. Die Idee zu dieser zu DDR-Zeiten sogenannten Pioniereisenbahn hatte ein Görlitzer Ingenieur, der seine Pläne in den 1970er-Jahren dem Stadtrat vorlegte. Dieser bewilligte das Vorhaben und durch die finanzielle und materielle Unterstützung zahlreicher Betriebe in der Stadt, sowie im Umland konnte das Projekt in einer Zeit von nur eineinhalb Jahren realisiert werden und die Oldtimer-Pioniereisenbahn am 1. Juni 1976 ihren Betrieb aufnehmen.
Bis zu 70 Schüler arbeiteten in der neuen Arbeitsgemeinschaft der Pioniereisenbahn, jedoch wurde der Lokführer bis 1990 vom Bw Görlitz der Deutschen Reichsbahn gestellt. Nach der Wende gründete sich im Juni 1991 der Verein Görlitzer Oldtimer-Parkeisenbahn, der im Mai 1993 den gesamten den Betrieb der Parkeisenbahn übernahm.

### Parkanlagen

#### Berggarten
Nicht weit von der Teufelsbrücke in der Nähe der Zittauer Straße kann man über einen schmalen Durchgang zwischen den Grundstücken Heinzelstraße 7 und 8 den Berggarten erreichen. Er wurde 1940 vom Görlitzer Gartenarchitekten und späteren Gartenbaudirektor Henry Kraft als Privatgarten für einen Kaufmann angelegt und gehörte damals zum Grundstück Heinzelstraße 9. Im Jahre 1961 wurden die Anlagen nochmals von Henry Kraft überarbeitet und schließlich als Bergarten der Öffentlichkeit übergeben. Das Gelände ist circa ein Hektar groß und nach Süden geneigt. Die Wiesen mit den wohlplatzierten Laub- und Nadelgehölzen laden den Besucher zum Verweilen ein.

#### Friedenshöhe

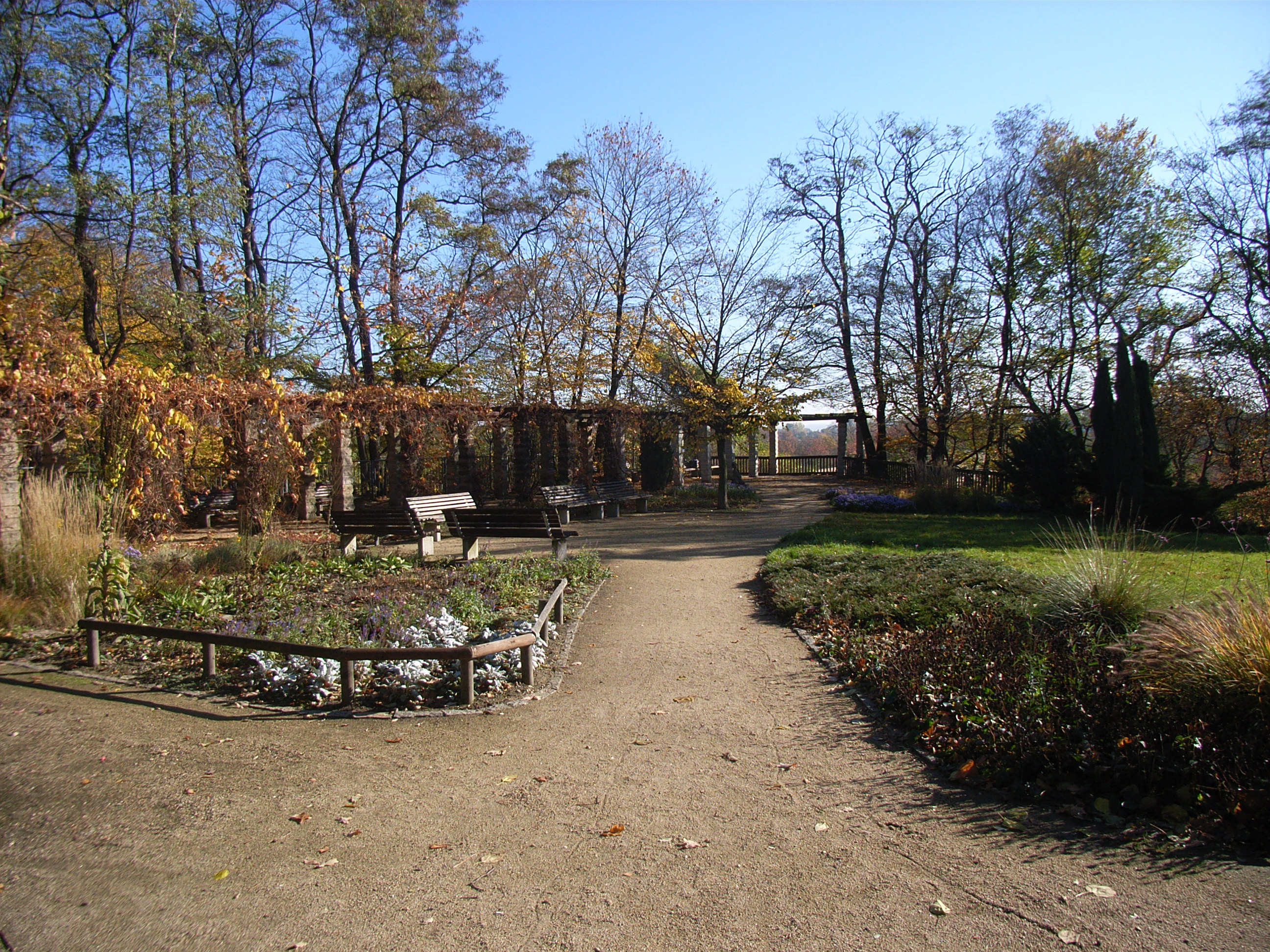
Friedenshöhe

Die Friedenshöhe befindet sich oberhalb der Neiße auf Höhe des Neißeviadukts. Der Name für den Aussichtspunkt vor dem Blockhaus erinnert an das Ende des Deutsch-Französischen Krieges 1871. An diesem Krieg nahm auch der Neffe des späteren Kaisers Wilhelm I., Prinz Friedrich Karl von Preußen als Befehlshaber teil. 1891 stellte das damals preußische Görlitz diesem Neffen auf dem neißeseitigen Plateau vor dem Blockhaus ein Denkmal auf. Es fiel jedoch schon im Jahre 1942 der Rüstungsindustrie zum Opfer. 1952 wurde der Park von Henry Kraft umgestaltet und erhielt sein heutiges Erscheinungsbild mit einer Pergola oberhalb der Eisenbahnschienen über das Neißeviadukt mit einem sehr guten Blick über das Neißetal, sowie Beete mit Stauden und Sommerblumen. Vom Park aus führt auch ein Weg hinunter zur Neiße.

#### Kreuzkirchenpark

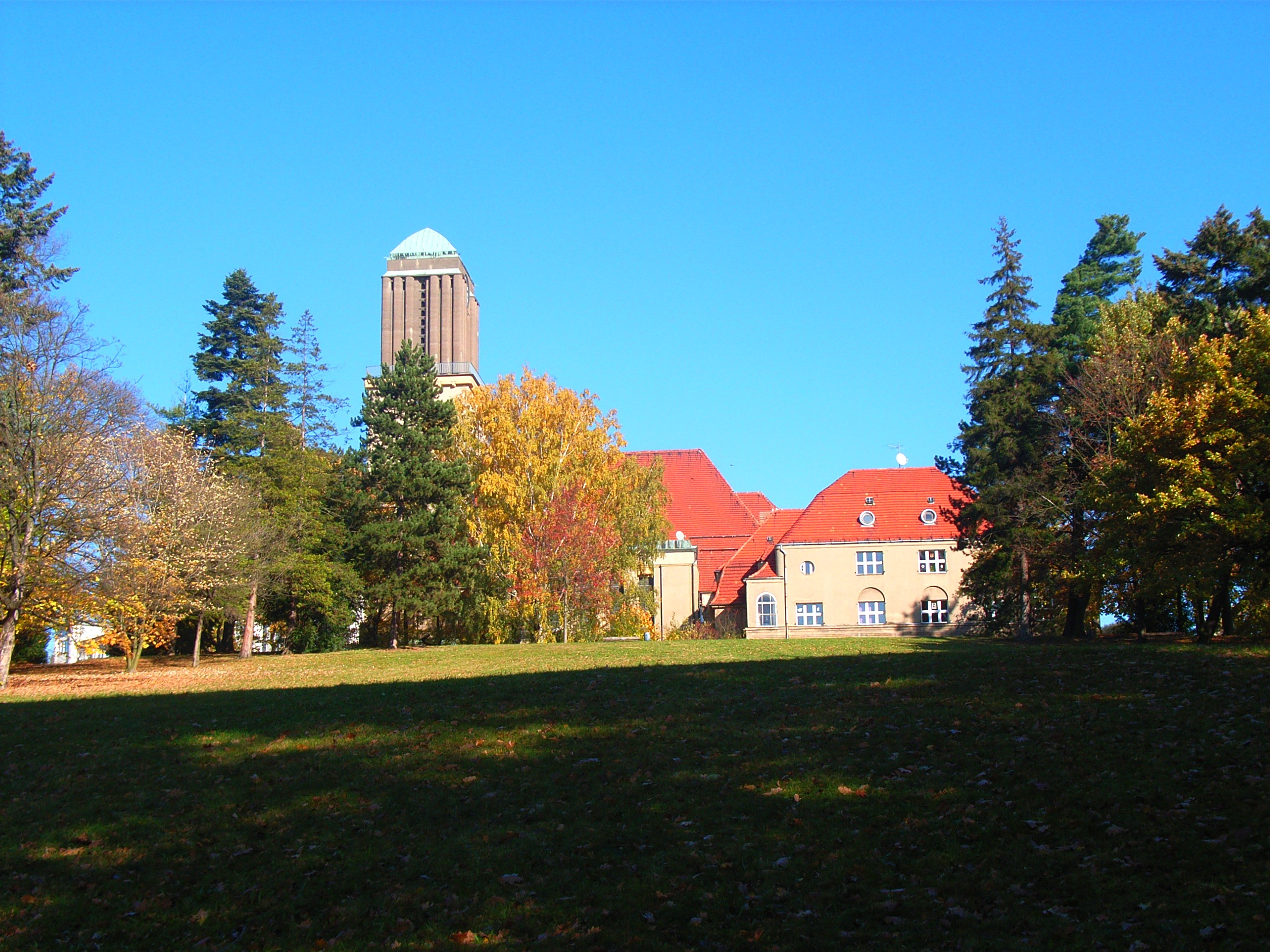
Kreuzkirchenpark, Kreuzkirche und Pfarramt

Südlich der Kreuzkirche befindet sich der abschüssige Kreuzkirchenpark. Nach der Ausdehnung der Stadt in Richtung Süden verlangte es in dem neuen Wohngebiet nach Erholungsraum, so stellte 1913 der Gartendirektor Heinrich Diekmann das Modell eines Südparks vor. Man erhoffte sich auch Aufwertung der in der Nähe ausgeschriebenen Villengrundstücke. So konnte schon 1914 mit den Arbeiten begonnen werden, die im Wesentlichen 1916 abgeschlossen waren. Der Hang wurde mit vielen schattenspendenden Bäumen bepflanzt und für Kinder wurde eine Kinderplanschwiese gebaut, diese existiert heute jedoch nicht mehr. Reste des Beckens sind auf dem heutigen Rasenspielplatz, der alten Liegewiese, noch zu finden.
Im Winter ist der Hang bei Kindern vor allem als Rodelberg sehr beliebt.

#### Schellergrund

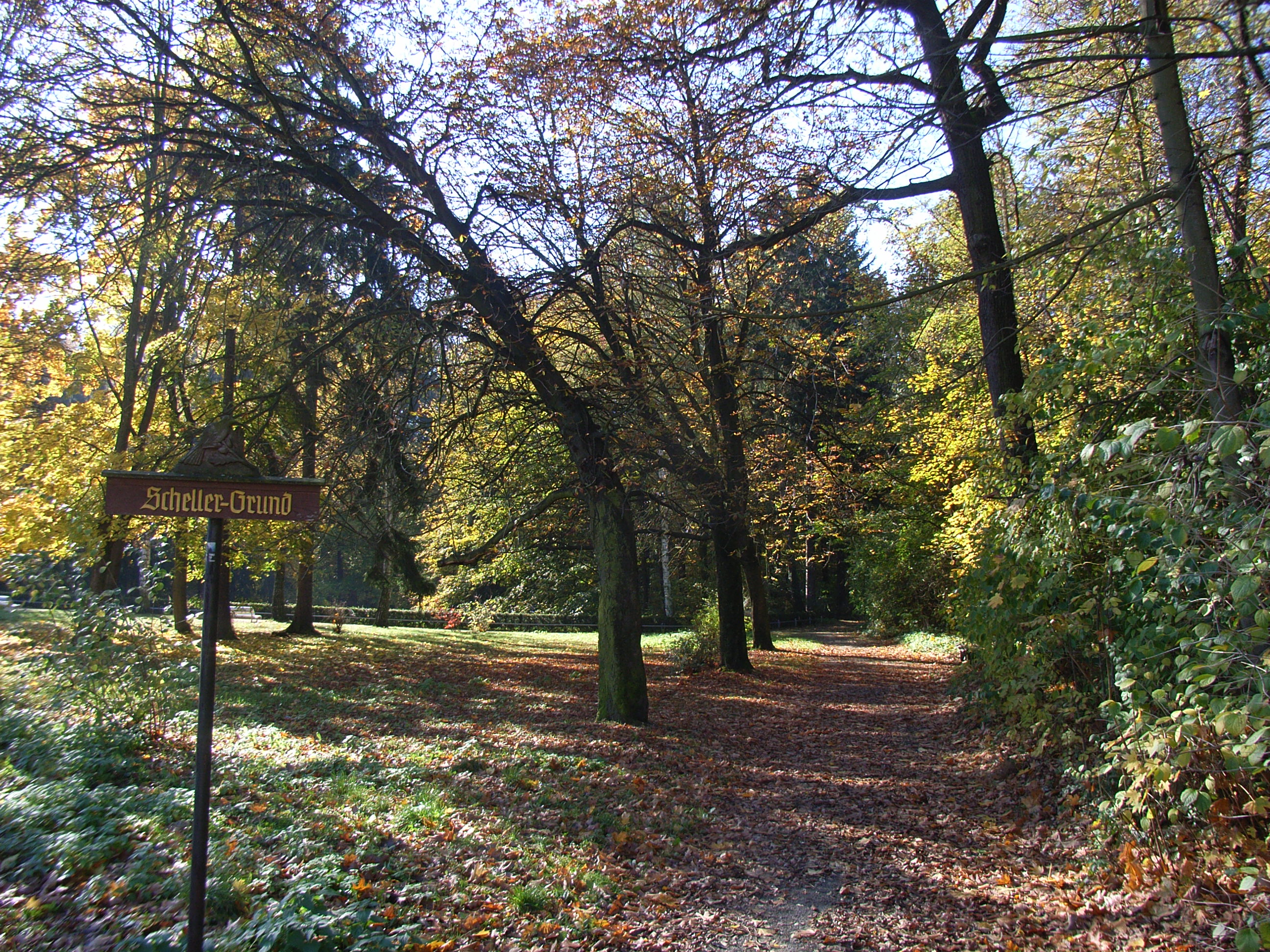
Schellergrund

Gegenüber der Landskronbrauerei entlang der Eisenbahnlinie Görlitz–Zittau befindet sich der Schellergrund, ein kleiner Park, der den Rest eines nicht mehr erkennbaren breiten Tales zur Neiße hin darstellt. Die Aufschüttung dieses Tales wurde durch den Bau der Eisenbahnlinie, sowie der Landskronbrauerei notwendig. Das restliche Tal wurde jedoch nicht zugeschüttet, sondern zu einem Park umstrukturiert. Dies war auch im Sinne des ansässigen Brauereidirektors Theodor Scheller und dessen Sohn Walter. Sie stifteten größerer Geldsummen und Gehölze. 1930/31 wurde das Gelände an der Aktienbrauerei nach Plänen des Gartendirektors Diekmann umgestaltet und erweitert, und seit 1932 spricht man in Görlitz vom Schellergrund.
Dieser kleine Park besteht aus mehr und weniger stark geneigten bewachsenen Hängen, Wiesenflächen und einem Rondell mit einer Freitreppe an der tiefsten Stelle. Um die Freitreppe befindet sich alter Rhododendronbestand. Der Schellergrund mit seinem alten Baumbestand, den mageren Wiesen und verwilderten Parkteilen beherbergt eine Vielzahl von geschützten Vogelarten.

#### Weinberggelände

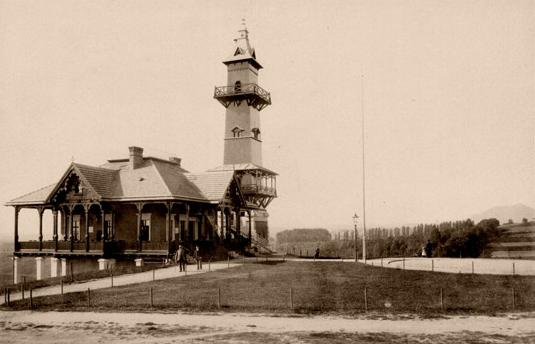
Weinberghaus und -turm, 1890

Das Weinberggelände zieht sich über circa 1,5 km immer entlang der Neiße von der Obermühle in der südlichen Innenstadt bis hin zur Weinlache am Stadion der Freundschaft in Weinhübel. Schon 1834 beschäftigte sich die sogenannte Verschönerungsdeputation der Stadt Görlitz mit den Anlagen der Obermühlenberge, wie das nördliche Weinberggelände damals noch hieß. Sie regte an das Gelände oberhalb der Obermühle umzugestalten. Je nach den finanziellen Möglichkeiten der Stadt wurden von Jahr zu Jahr Grundstücke erworben, umgestaltet und durch Treppen und Wege erschlossen.
Waren die felsigen Hänge zur Neiße ursprünglich fast kahl, entstand im Laufe der Jahre ein abwechslungsreicher Laubwald mit einigen eingestreuten Koniferen. Einer der architektonischen Höhepunkte der Anlagen ist seit 1847 das Neißeviadukt, der das Neißetal überspannt.
Anfang des 20. Jahrhunderts wurde in der Weinlache eine Badeanstalt errichtet, die jedoch 1945 abgerissen wurde. Ein Jahr später wurde das Volksbad etwas weiter westlich eröffnet. Oberhalb der Weinlache auf dem Weinberg erhebt sich der Weinbergturm aus dem Wald. Er gehört zu der 1890 errichteten Ausflugsgaststätte Weinberghaus. Die Gaststätte ist auf Grund ihres ruinösen Zustandes momentan nicht geöffnet, jedoch wurde der Turm von einer Bürgerinitiative restauriert und ist wieder begehbar.
Am Ufer der Neiße führt der Inselweg entlang, Teil des Fernwanderweges Deutsche Einheit – Görlitz – Aachen, sowie Teil des Oder-Neiße-Radweges. Von ihm aus kann man die Weinberganlagen gut erschließen, erreicht auch den Berggarten, die Friedenshöhe und den Schellergrund mühelos.

### Tierpark
Die Südstadt hält auch etwas für Tier- und Naturfreunde bereit, den Görlitzer Naturschutz-Tierpark. Der Tierpark beheimatet eine Vielzahl einheimischer und exotischer Tierarten und ist mit ca. 5 ha einer der kleinsten Zoos in Deutschland. Trotzdem bescheinigten ihm schon Printmedien, wie der Stern (31/2000) und GEOlino (4/2000), eine sehr hohe Qualität. Beim großen Zootest des Sterns belegte er 2008 den ersten Platz in der Kategorie Kleinere Zoos und in der Kinderzeitschrift GEOlino wurde er als einziger sächsischer neben weiteren neun deutschen Zoos als besonders kinderfreundlich empfohlen.
Im „schönsten Tierpark Mitteldeutschlands“ leben 500 Tiere in 100 verschiedenen Arten.

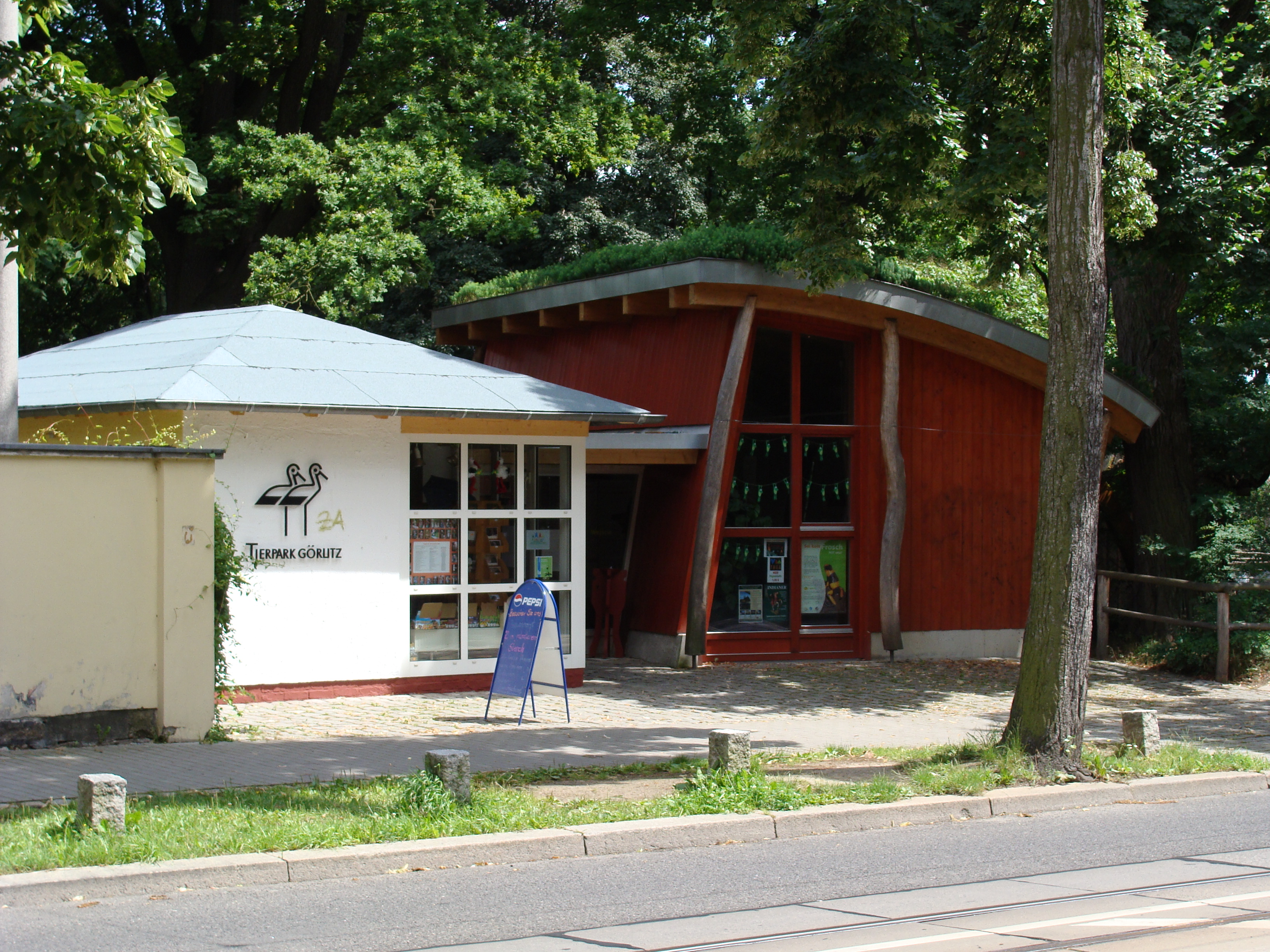
Eingang zum Tierpark
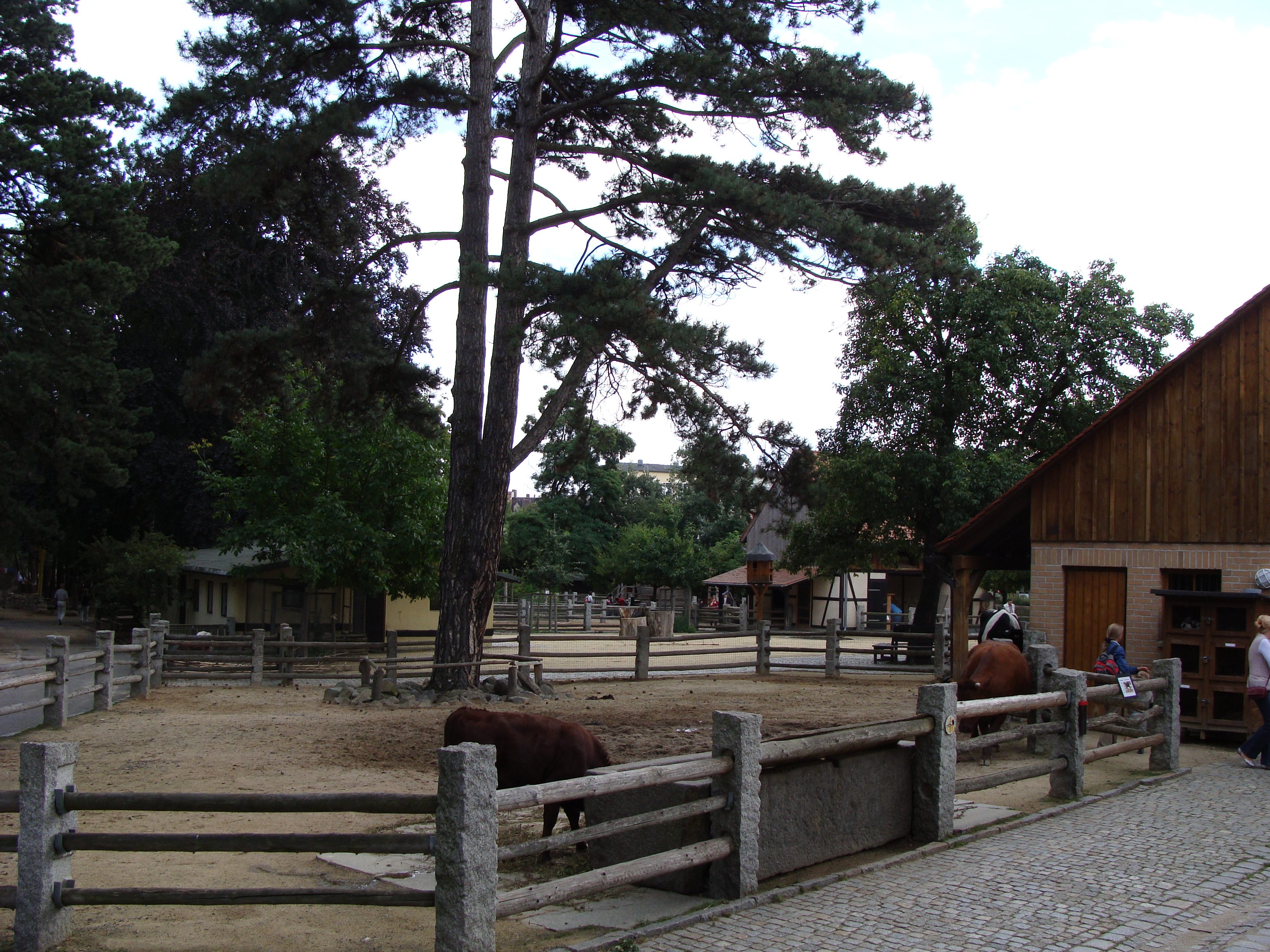
Bauernhof im Tierpark
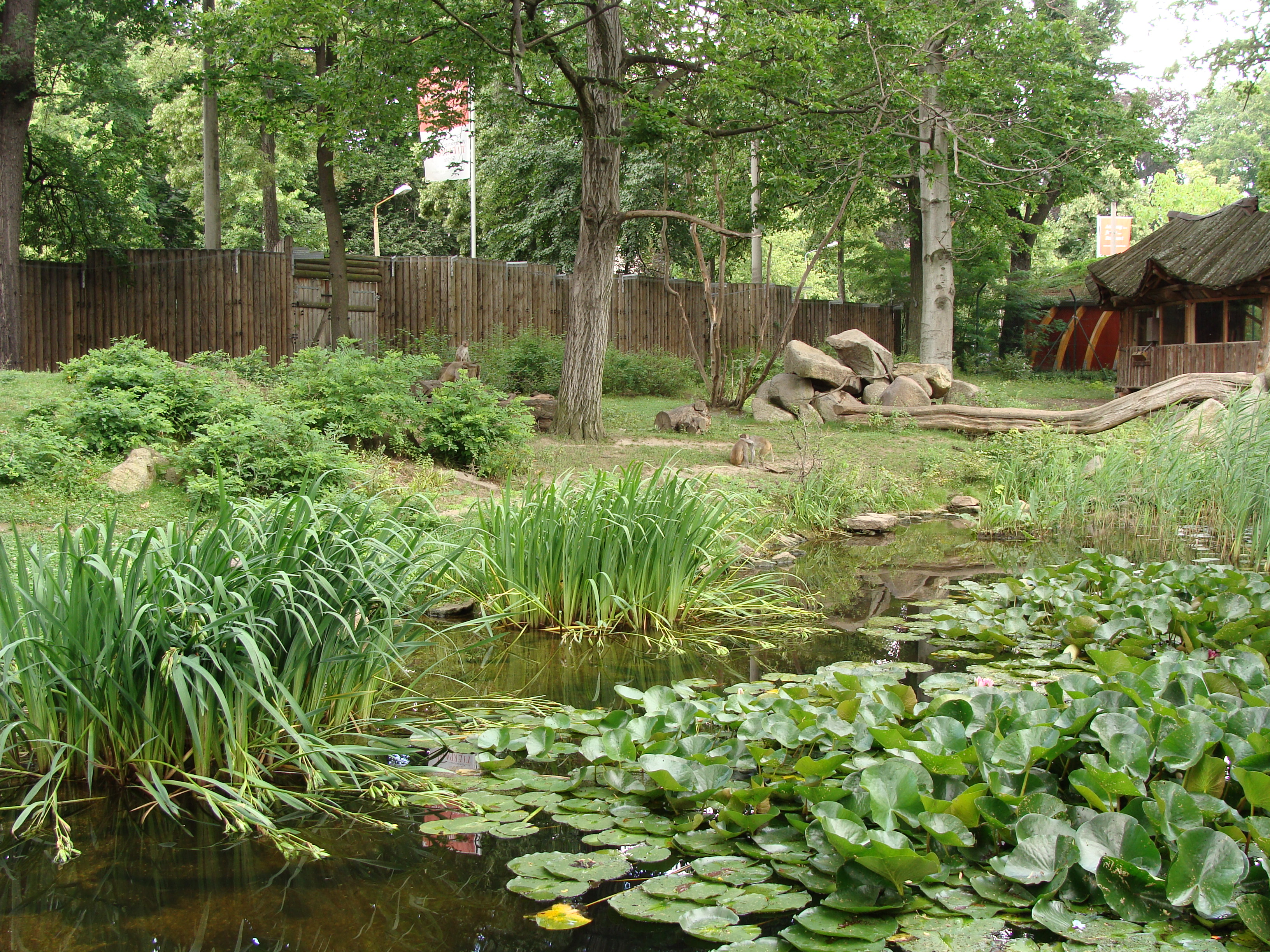
Rhesusaffengehege

## Sport
Eine der jüngeren Görlitzer Sportstätten befindet sich am Wasserturm zwischen Biesnitzer Straße und Zittauer Straße – das Neißebad. Mehrere Jahre mussten die Görlitzer auf eine neue Schwimmhalle warten, da die alte Schwimmhalle auf der Fichtestraße, wenige Meter vom neuen Standort entfernt, mehrere gravierende Mängel aufwies. Die neue Schwimmhalle wurde am 19. Oktober 2007 im Beisein des sächsischen Innenministers Albrecht Buttolo eröffnet. Sie verfügt über ein Sportschwimmbecken mit sechs Bahnen à 25 m, ein 1-Meter-Sprungbrett, eine 3-Meter-Plattform, ein Lehrschwimmbecken, ein Eltern-Kind-Bereich und ein Wellnessbereich.
Auch die Sporthalle des Berufsschulzentrums ist eine der jüngeren Görlitzer Sporthallen, sie wird sowohl für den Schul-, als auch für den Vereinssport (z. %B. Görlitzer Turnverein 1847 e. V., SV Koweg) genutzt. Diese Anlage besteht aus zwei übereinander liegenden Hallen und hat eine Kapazität für ca. 50 Zuschauer.
Der Görlitzer Turnverein 1847 e. V. trainiert unter anderem auch in der altehrwürdigen, kleineren Turnhalle auf der Kunnerwitzer Straße, hinter dem Görlitzer Bahnhof.
Die Eiswiese ist der Fußballplatz der Südstadt. Auf der Eiswiese trainieren u. a. der SSV Germania Görlitz und der Postsportverein Görlitz e. V.

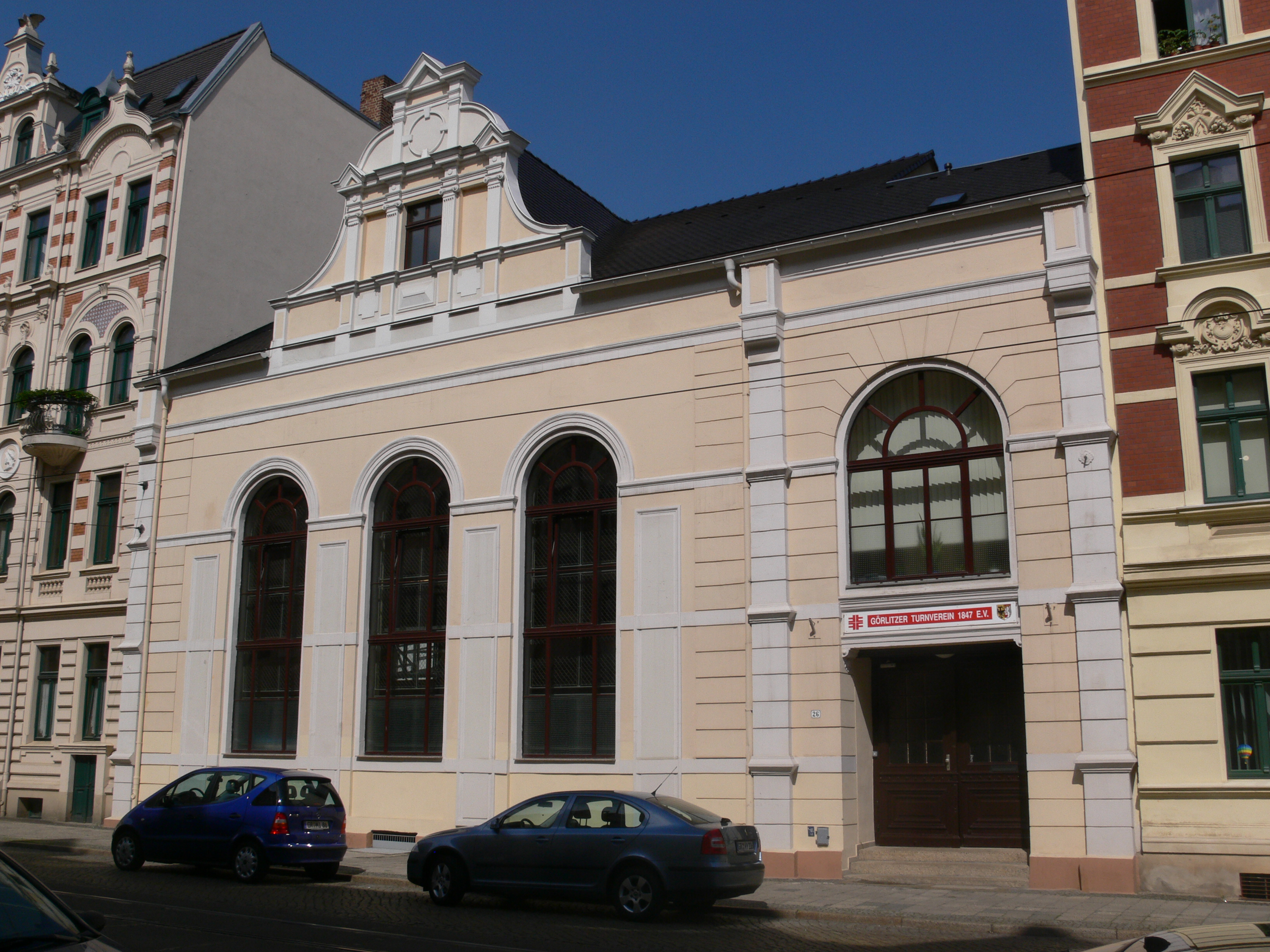
Turnhalle des Görlitzer Turnvereins 1847 e. V.
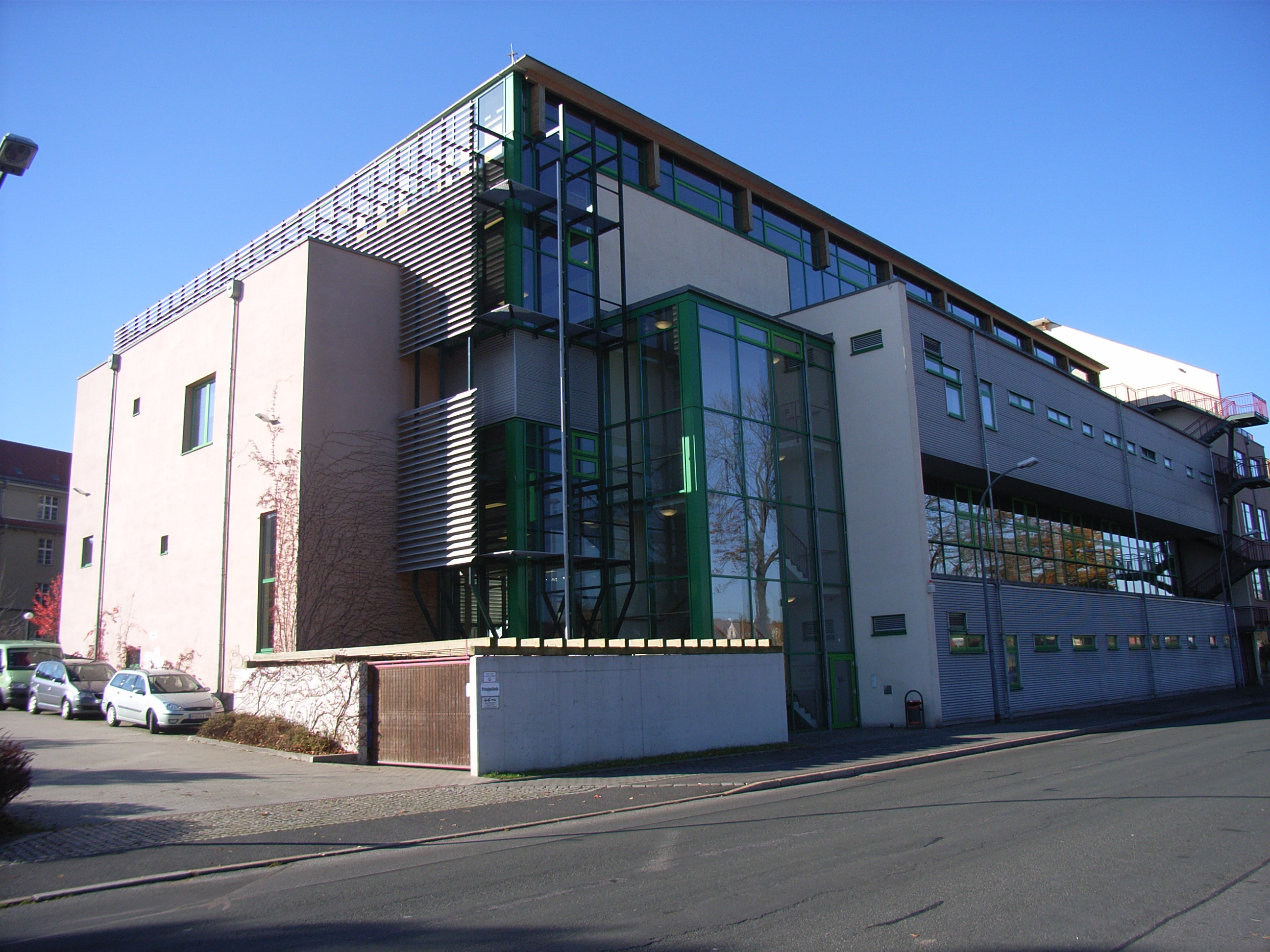
Berufsschulzentren Christoph Lüders Sporthallen
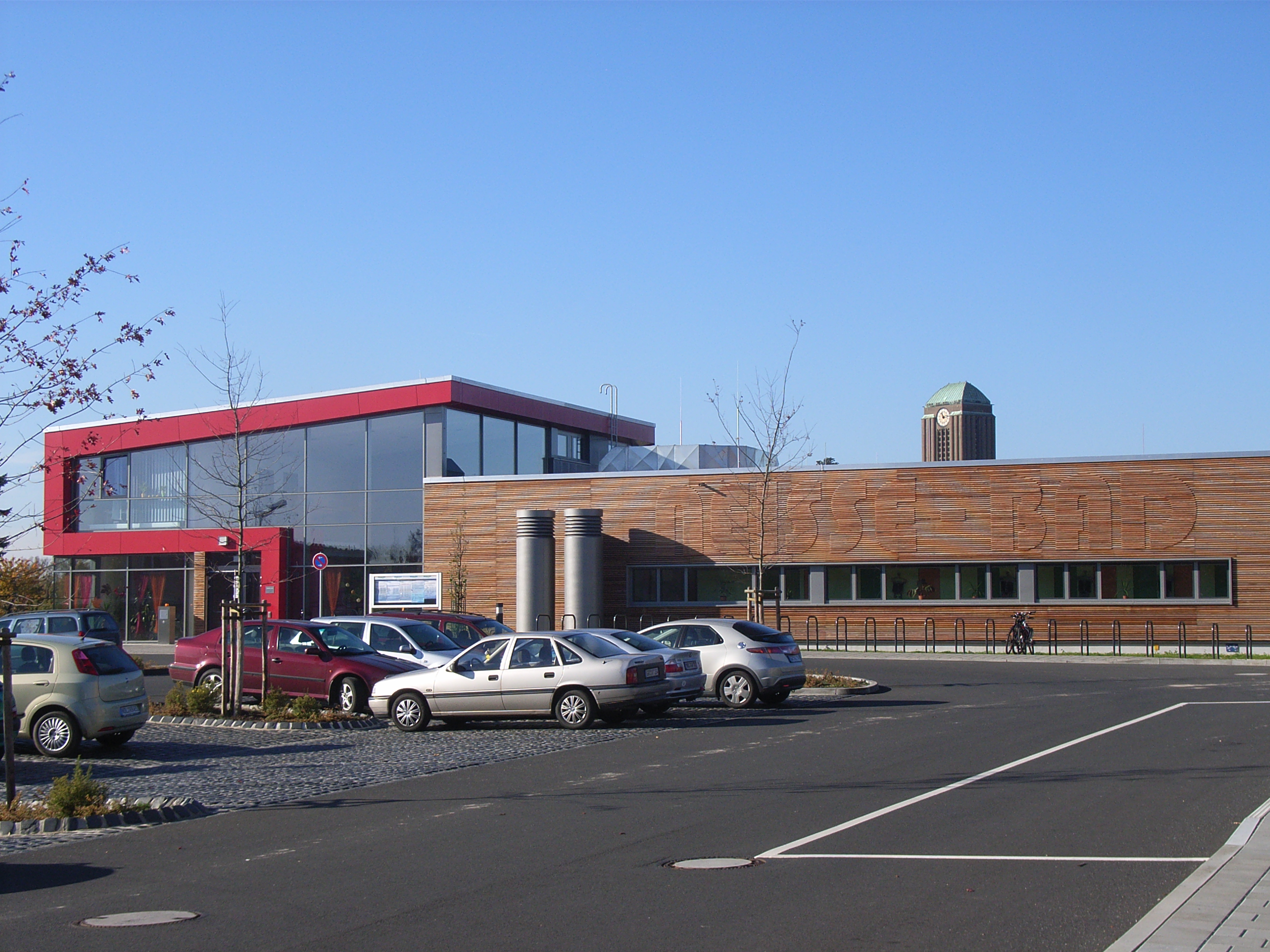
Neißebad und im Hintergrund der Turm der Kreuzkirche

## Betriebe

### Siemens-Dampfturbinenwerk

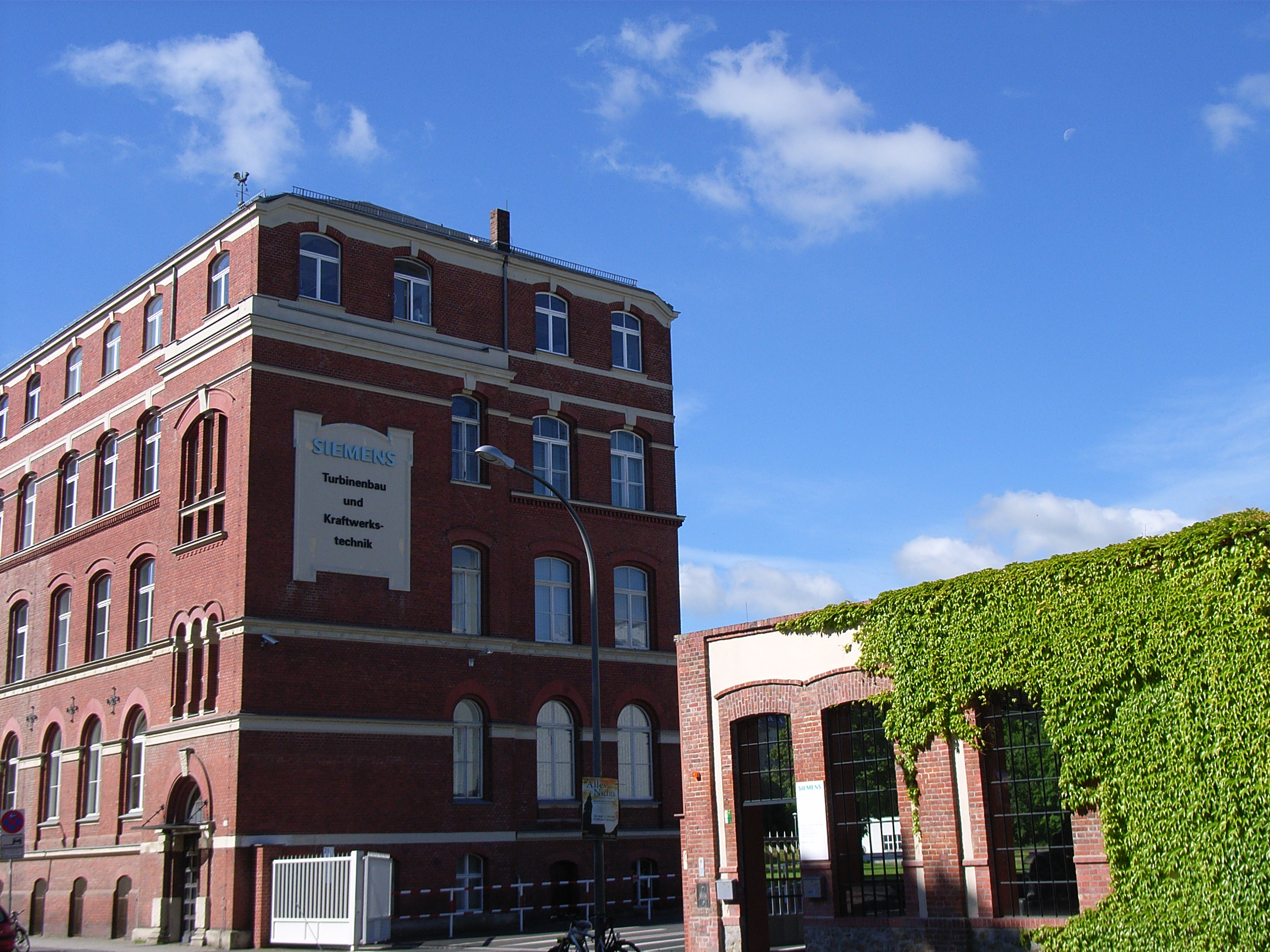
SIEMENS Werk an der Lutherstraße

Der größte Betrieb in der Südstadt ist das Turbinenwerk der Siemens Energy AG (SE). Das Werk beschäftigte im Jahr 2008 821 Mitarbeiter und mehr als 60 Auszubildende.
Es hat eine langjährige Tradition im Bereich des Maschinenbaus. Alles begann 1847 ausschließlich mit dem Bau von Dampfmaschinen. Erst 1910 wurden Dampfturbinen in das Fertigungsprogramm aufgenommen. 1945 wurde das Werk demontiert und begann erst im Jahr 1951 wieder mit der Produktion.
1991 wurde es von der SIEMENS AG übernommen. Heute ist es Teil der SIEMENS Power Generation und es werden hier Industriedampfturbinen hergestellt, sowie ein Kompetenzzentrum für Turbosätze und Kompressoren betrieben.

### KEMA

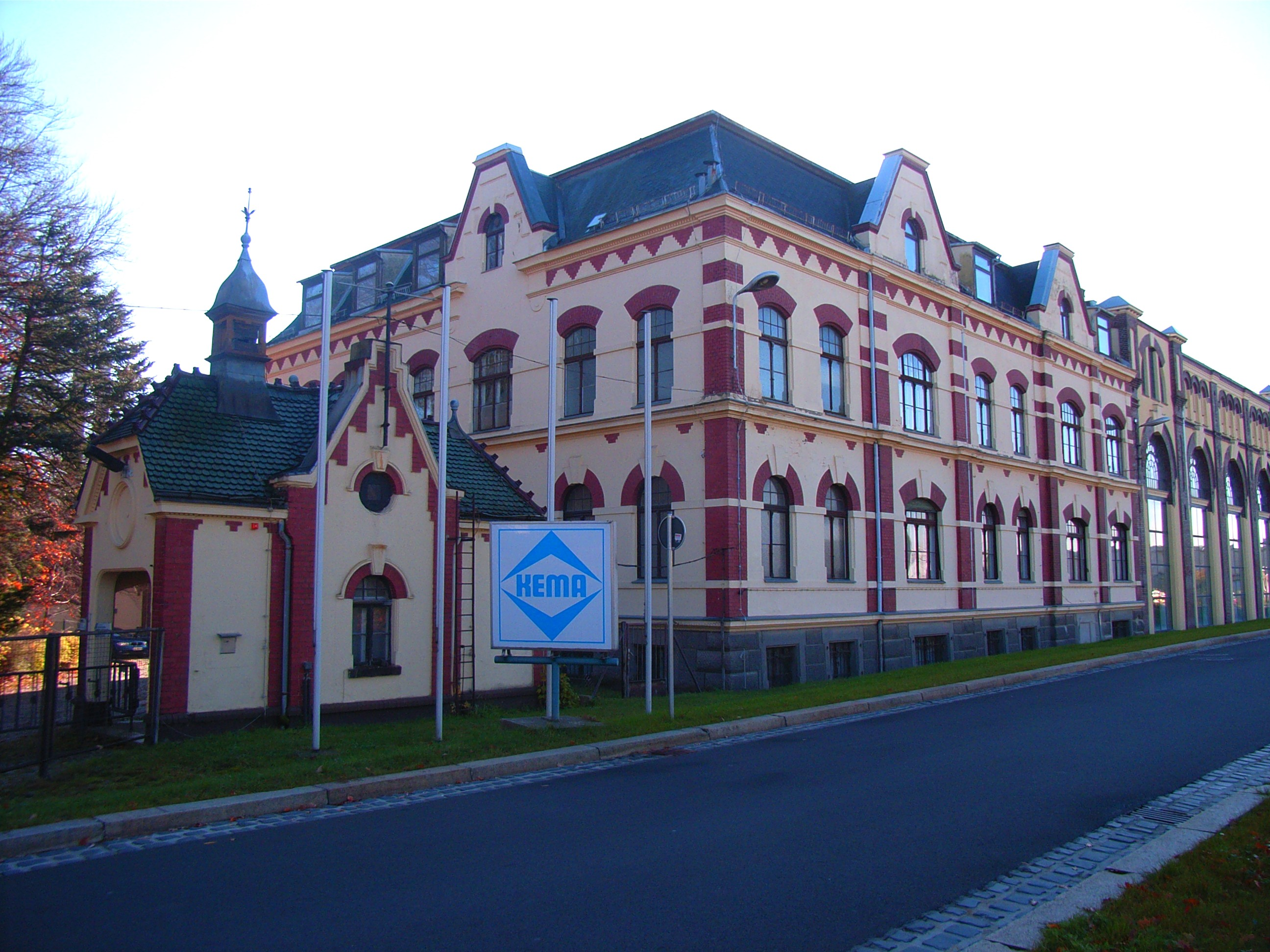
Werk der BMS KEMA in Görlitz

Ein weiteres Maschinenbauunternehmen ist die BMS GmbH – KEMA Görlitz (bis 1945: Maschinenfabrik Raupach), sie entwickelt und baut seit 1878 vorwiegend Maschinen für die Keramikindustrie (Walzwerke & Extruder), aber auch für andere Branchen weltweit.
Gegründet wurde die Firma 1878 von Richard Raupach unter dem Namen Richard Raupach Maschinenfabrik Görlitz, damals baute er mit drei bis vier Schlossern alte und uneffektive Kesselanlagen und Dampfmaschinen um. Bereits 1903 nach dem Umzug des Unternehmens auf ein größeres Areal an der Zittauer Straße war die Belegschaft auf 250 Mitarbeiter angewachsen und vom späteren Königlichen Kommerzienrat Richard Raupach wurde eine Stiftung für langjährige Angestellte, sowie deren Witwen und Waisen gegründet. Das Unternehmen wurde auf zahlreichen Ausstellungen mit Gold- und Silbermedaillen geehrt.
In den beiden Weltkriegen wurden in der Fabrik folgende Rüstungsgüter hergestellt: während des Ersten Weltkrieges Artilleriemunition und andere Kriegsmaterialien, sowie im Zweiten Weltkrieg Rüstungsaufträge für die Kriegsmarine.
Im Jahr 1945 wurde das Werk von der Sowjetunion demontiert und 1949 zum VEB KEMA (Keramikmaschinenbau) umstrukturiert. 1989 waren ca. 550 Mitarbeiter beim VEB KEMA tätig, danach wurde das Werk an die Firmengruppe Eirich verkauft.

### Landskronbrauerei

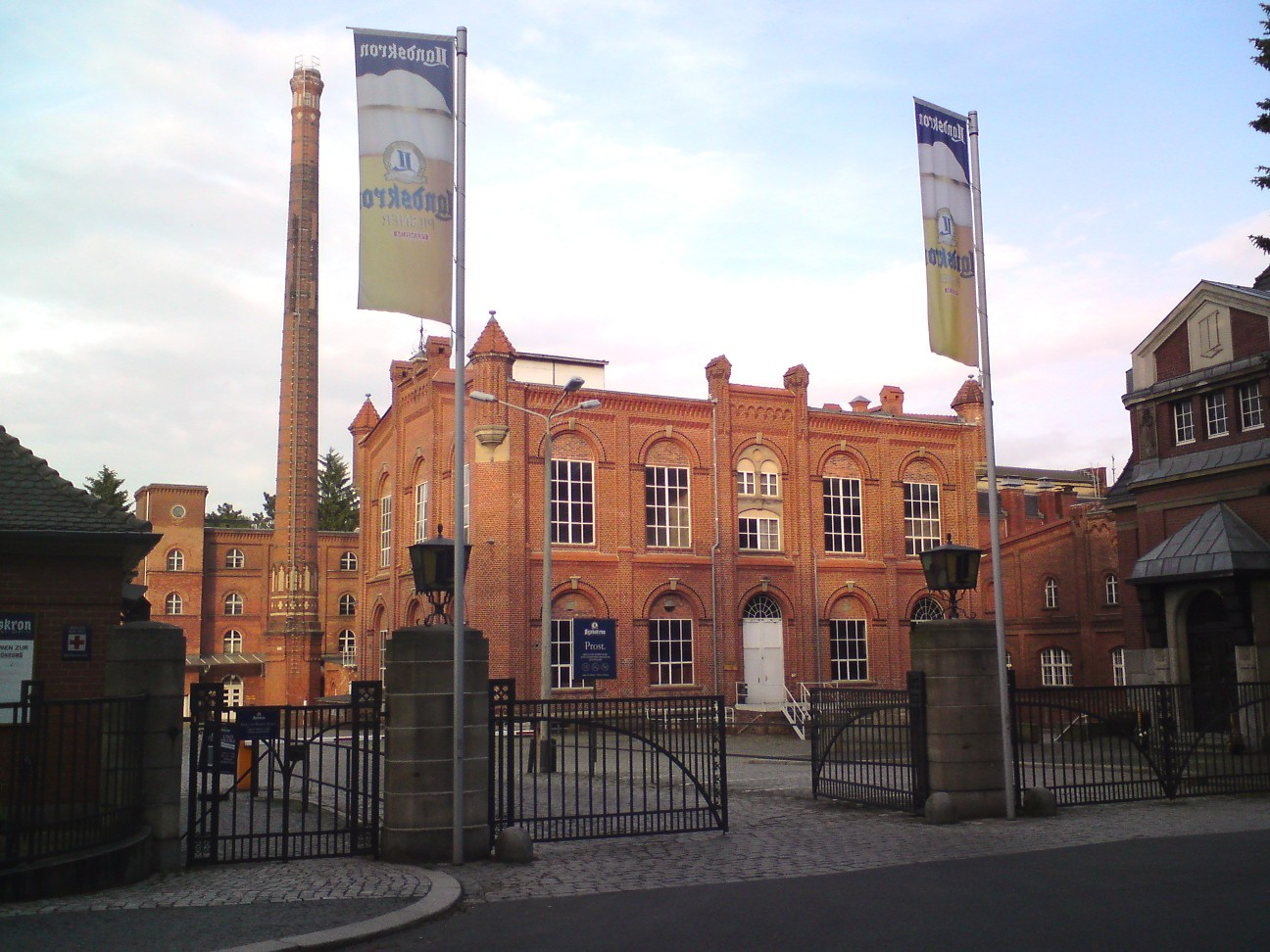
Einfahrt zur Landskronbrauerei

Die 1869 gegründete Görlitzer Aktien-Brauerei erreichte im ersten Geschäftsjahr einen Ausstoß von 27.000 Hektoliter. 1882 wurde die Marke Landskron Bier patentrechtlich geschützt. 1908 wurden erstmals 100.000 Hektoliter produziert. Die zu DDR-Zeiten 1959 teil- und 1972 vollständig verstaatlichte Brauerei erreichte 1988 mit 541.000 Hektolitern den größten Ausstoß seit ihrer Gründung.
Im Corona-Jahr 2022 konnten 182.000 Hektoliter abgesetzt werden, was einem Wachstum gegenüber 2019 entsprach.

### Nahverkehrsunternehmen
Das städtische Nahverkehrsunternehmen, die Görlitzer Verkehrsbetriebe (GVB) betreiben südlich des Tierparks das größte Bus- und Bahndepot der Stadt. Das Depot besteht aus einem modernen Fahrzeugunterstand und aus einem älteren Klinkerbau, in dem sich ebenfalls mehrere Fahrzeug- sowie Reparaturstände befinden. Weiterhin befand sich in dem Verwaltungsbau vor dem Depot der Sitz des Bahnunternehmens CONNEX Sachsen. Dieser Standort wurde jedoch in Frage gestellt, da Ende 2008 die von der CONNEX in Ostsachsen betriebenen Strecken, komplett von der Ostdeutschen Eisenbahn Gesellschaft ODEG übernommen wurden. Die CONNEX Sachsen firmierte sich um in Veolia Verkehr Regio Ost und verlegte ihren Sitz nach Leipzig.
Die ODEG unterhält seit dem Fahrplanwechsel im Dezember 2008 für ihren Fuhrpark in der Lausitz auch eine Betriebswerkstatt in Görlitz, sie erwarb dafür im Oktober 2008 von der Deutschen Bahn das ehemalige Bahnwerk.

## Schulen
- Melanchthon-Schule (Grund- & Mittelschule)
- Berufsbildende Schulen Christoph Lüders (Berufsschulzentrum Wirtschaft / Soziales und Berufsschulzentrum Technik)

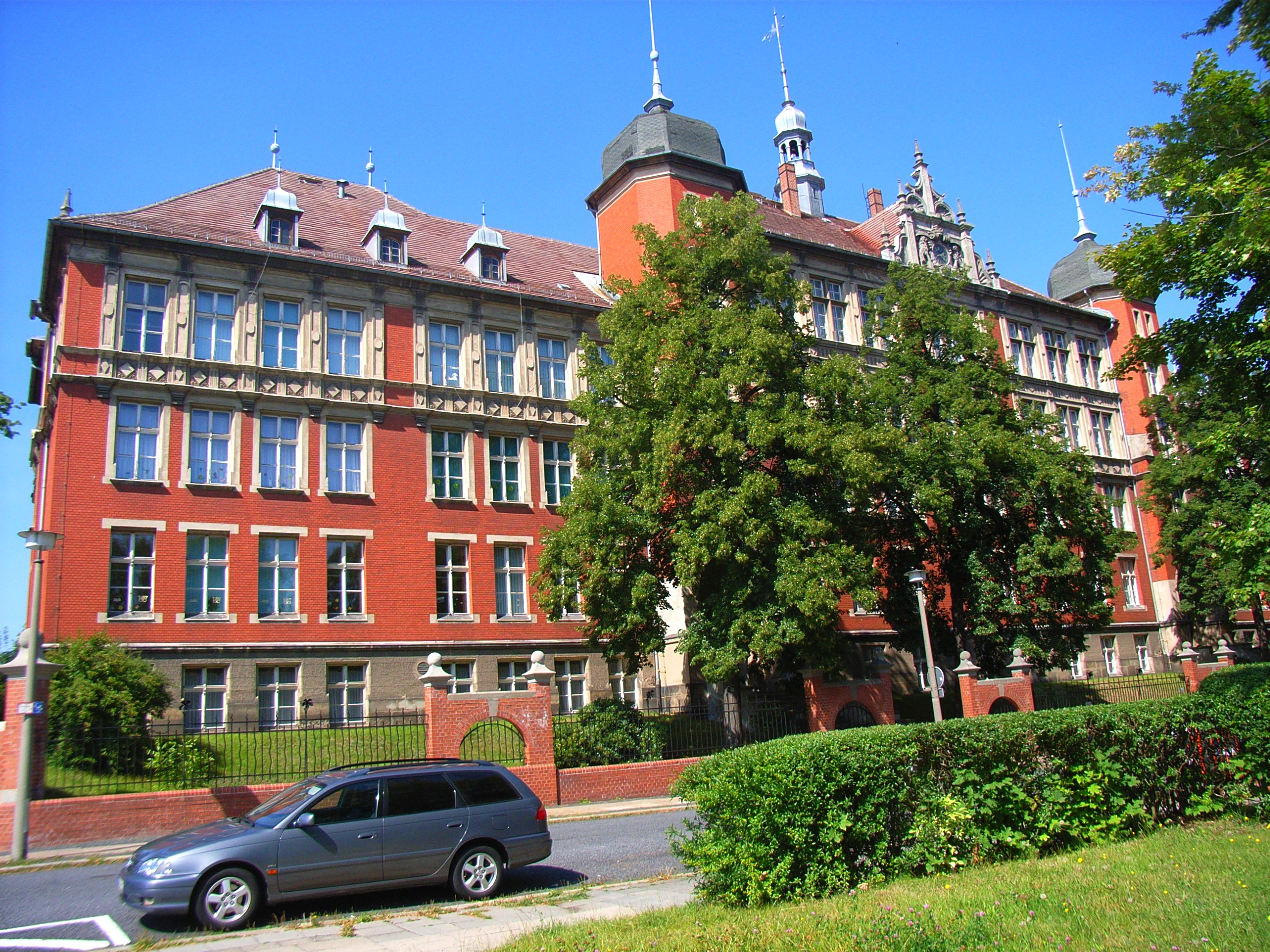
Melanchthonschule
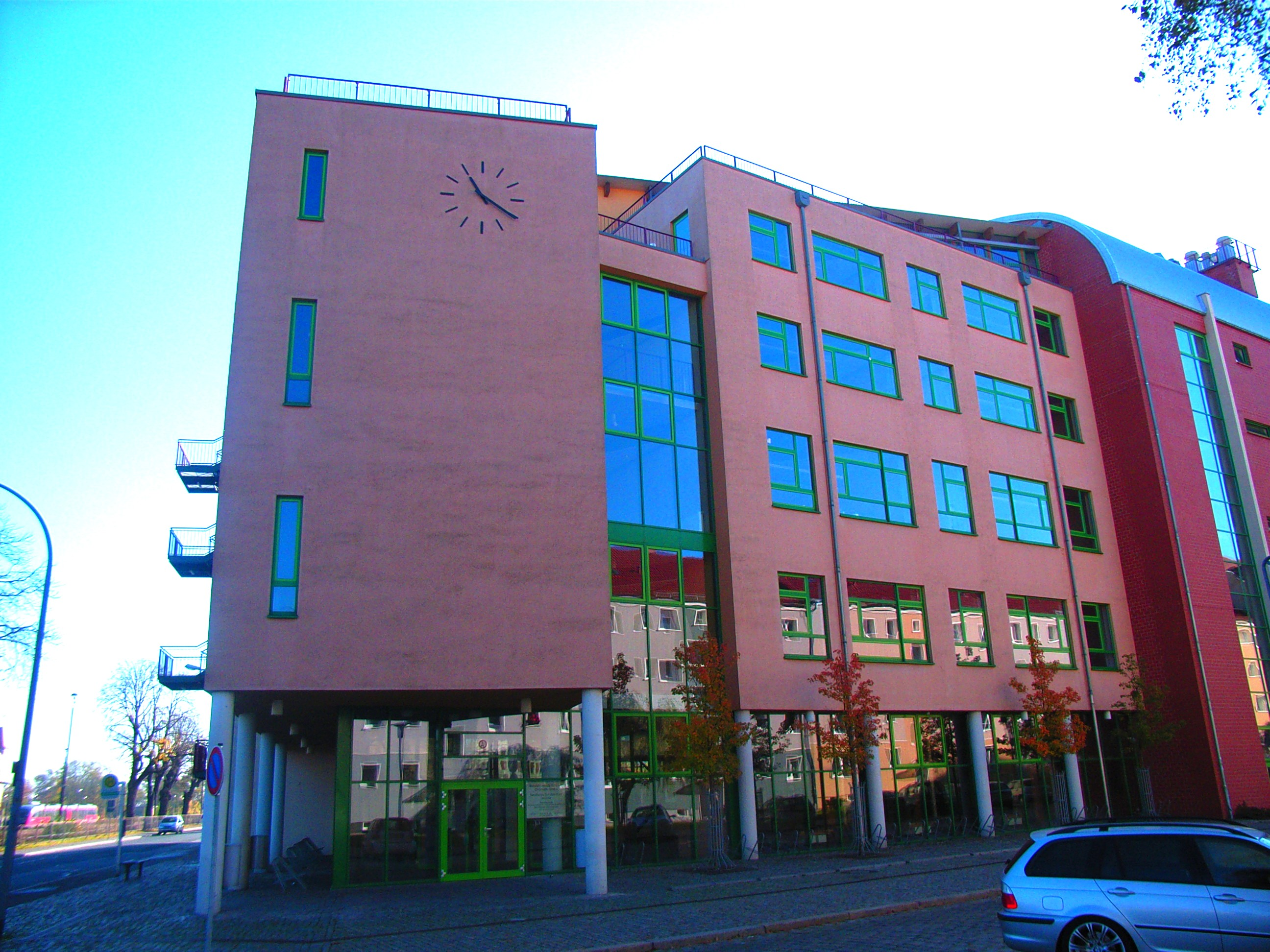
Berufsschulzentrum

## Kindertageseinrichtungen
- Kindertageseinrichtung Südstadtmäuse
- Hort der Grundschule 6
- DRK Kindergarten SieKids Turbienchen
- Katholische Kindertageseinrichtung St. Jakobus
- Evangelische Kindertageseinrichtung im Paul-Gerhardt Haus

## Verkehr

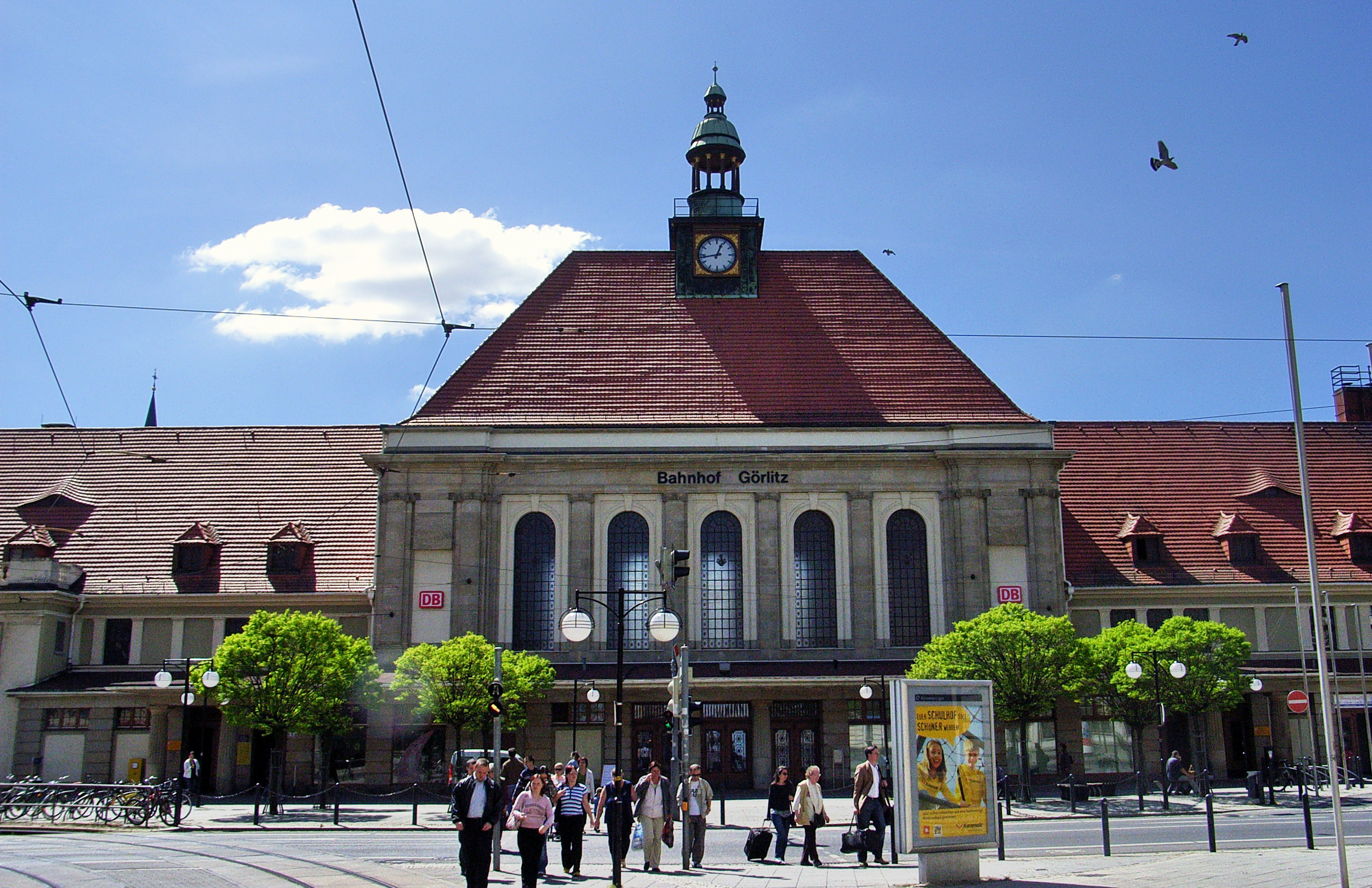
Görlitzer Bahnhof

Durch die Südstadt führt die Bundesstraße 99, die Görlitz im Norden mit der Bundesautobahn 4 verbindet und in Richtung Süden bis nach Zittau und an die polnisch/tschechische Grenze reicht.
Die Südstadt wird von zwei Straßenbahn- und zahlreichen Buslinien durchkreuzt. Sie ist sowohl in das städtische Liniennetz der Görlitzer Verkehrsbetriebe, als auch in das regionale Liniennetz der Regionalbus Oberlausitz und der Kraftverkehrsgesellschaft Dreiländereck eingebunden.
Sie wird von folgenden Linien bedient:
Stadtverkehr:
- Tramlinie 1: Weinhübel – Königshufen, NeißePark
- Tramlinie 2: Biesnitz, Landeskrone – Königshufen, Am Wiesengrund
- Buslinie B: Rauschwalde – Klinikum, Virchowstraße
- Buslinie N: Rauschwalde – Biesnitz, Landeskrone (Nachtverkehr, verkehrt zwischen 19 und 0 Uhr)

Überlandlinien:
- Linie 21: Görlitz – Ostritz – Hirschfelde – Zittau
- Linie 130: Görlitz – Reichenbach – Löbau
- Linie 136: Görlitz – Schöpstal – Kodersdorf
- Linie 137: Görlitz – Markersdorf – Deutsch Paulsdorf
- Linie 146: Görlitz – Pfaffendorf – Friedersdorf
- Linie 147: Görlitz – Bernstadt – Herrnhut

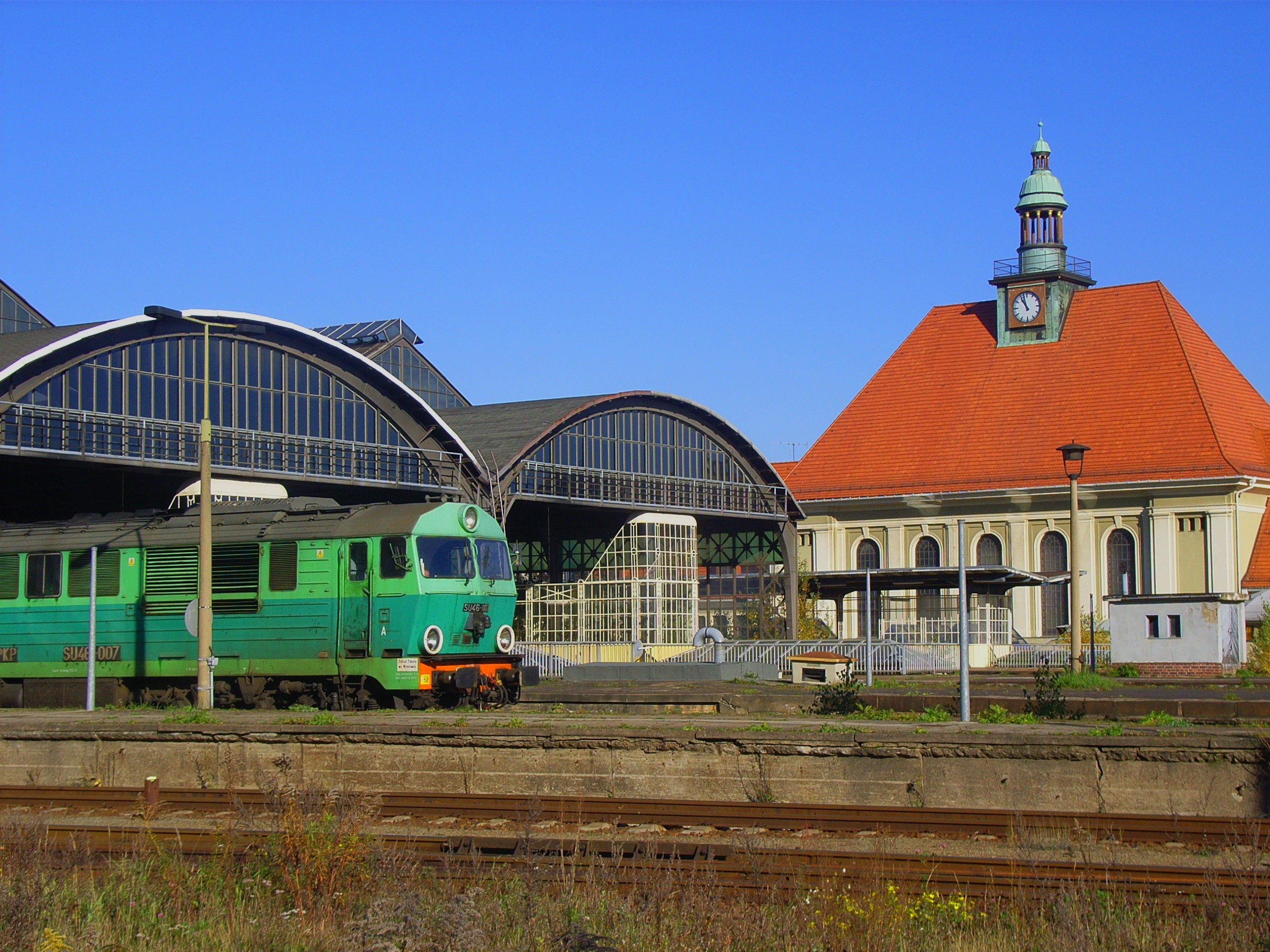
Polnische SU 46 im Görlitzer Bahnhof

Durch die Lage des Stadtteils am Görlitzer Bahnhof besteht ein nahezu stündlicher Anschluss an den Zugverkehr der Länderbahn („Trilex“) sowie der Ostdeutschen Eisenbahn Gesellschaft ODEG in Richtung Dresden Hbf, Cottbus, Hoyerswerda und Zittau.
- Regionalbahn Trilex TL 60: Görlitz – Löbau – Bautzen – Dresden Hbf
- Ostdeutsche Eisenbahn 60V (Verstärkerverkehr): Görlitz – Löbau – Bautzen – Bischofswerda
- Ostdeutsche Eisenbahn 64: Görlitz – Niesky – Hoyerswerda
- Ostdeutsche Eisenbahn 65: Zittau – Görlitz – Weißwasser – Cottbus
- Regionalexpress Trilex TLX 1: Görlitz – Löbau – Bautzen – Dresden Hbf

Grenzüberschreitende SPNV-Angebote:
Seit Dezember 2015 verkehren die Züge der polnischen Eisenbahn von Węgliniec aus nicht nur bis Zgorzelec, sondern weiter bis nach Görlitz. Auch der deutsche „Trilex“ hat den Betrieb von Dresden über Görlitz bis nach Węgliniec wieder aufgenommen.